# Séries éliminatoires de la Coupe Stanley 2002
Année précédente Année suivante
Les séries éliminatoires de la Coupe Stanley 2002 font suite à la saison 2001-2002 de la Ligue nationale de hockey.

## Tableau récapitulatif
|  | Quarts de finale d'association | Quarts de finale d'association | Quarts de finale d'association |   |              | Demi-finales d'association | Demi-finales d'association | Demi-finales d'association |  |   | Finales d'association | Finales d'association | Finales d'association |  |    | Finale de la Coupe Stanley | Finale de la Coupe Stanley | Finale de la Coupe Stanley |
|  |                                |                                |                                |   |              |                            |                            |                            |  |   |                       |                       |                       |  |    |                            |                            |                            |
|  | 1                              | Boston                         | 2                              |   |              |                            |                            |                            |  |   |                       |                       |                       |  |    |                            |                            |                            |
|  | 8                              | Montréal                       | 4                              |   |              |                            |                            |                            |  |   |                       |                       |                       |  |    |                            |                            |                            |
|  | 8                              | Montréal                       | 4                              |   | 4            | Toronto                    | 4                          |                            |  |   |                       |                       |                       |  |    |                            |                            |                            |
|  |                                |                                |                                |   | 4            | Toronto                    | 4                          |                            |  |   |                       |                       |                       |  |    |                            |                            |                            |
|  |                                | 7                              | Ottawa                         | 3 |              |                            |                            |                            |  |   |                       |                       |                       |  |    |                            |                            |                            |
|  | 2                              | 7                              | Ottawa                         | 3 | Philadelphie | 1                          |                            |                            |  |   |                       |                       |                       |  |    |                            |                            |                            |
|  | 2                              |                                |                                |   | Philadelphie | 1                          |                            |                            |  |   |                       |                       |                       |  |    |                            |                            |                            |
|  | 7                              | Ottawa                         | 4                              |   |              |                            |                            |                            |  |   |                       |                       |                       |  |    |                            |                            |                            |
|  | 7                              | Ottawa                         | 4                              |   |              |                            |                            |                            |  | 3 | Caroline              | 4                     |                       |  |    |                            |                            |                            |
|  | Association de l'Est           |                                |                                |   |              |                            |                            |                            |  | 3 | Caroline              | 4                     |                       |  |    |                            |                            |                            |
|  |                                | 4                              | Toronto                        | 2 |              |                            |                            |                            |  |   |                       |                       |                       |  |    |                            |                            |                            |
|  | 3                              | 4                              | Toronto                        | 2 | Caroline     | 4                          |                            |                            |  |   |                       |                       |                       |  |    |                            |                            |                            |
|  | 3                              |                                |                                |   | Caroline     | 4                          |                            |                            |  |   |                       |                       |                       |  |    |                            |                            |                            |
|  | 6                              | New Jersey                     | 2                              |   |              |                            |                            |                            |  |   |                       |                       |                       |  |    |                            |                            |                            |
|  | 6                              | New Jersey                     | 2                              |   | 3            | Caroline                   | 4                          |                            |  |   |                       |                       |                       |  |    |                            |                            |                            |
|  |                                |                                |                                |   | 3            | Caroline                   | 4                          |                            |  |   |                       |                       |                       |  |    |                            |                            |                            |
|  |                                | 8                              | Montréal                       | 2 |              |                            |                            |                            |  |   |                       |                       |                       |  |    |                            |                            |                            |
|  | 4                              | 8                              | Montréal                       | 2 | Toronto      | 4                          |                            |                            |  |   |                       |                       |                       |  |    |                            |                            |                            |
|  | 4                              |                                |                                |   | Toronto      | 4                          |                            |                            |  |   |                       |                       |                       |  |    |                            |                            |                            |
|  | 5                              | New York                       | 3                              |   |              |                            |                            |                            |  |   |                       |                       |                       |  |    |                            |                            |                            |
|  | 5                              | New York                       | 3                              |   |              |                            |                            |                            |  |   |                       |                       |                       |  | E3 | Caroline                   | 1                          |                            |
|  |                                |                                |                                |   |              |                            |                            |                            |  |   |                       |                       |                       |  | E3 | Caroline                   | 1                          |                            |
|  |                                | O1                             | Détroit                        | 4 |              |                            |                            |                            |  |   |                       |                       |                       |  |    |                            |                            |                            |
|  | 1                              | O1                             | Détroit                        | 4 | Détroit      | 4                          |                            |                            |  |   |                       |                       |                       |  |    |                            |                            |                            |
|  | 1                              |                                |                                |   | Détroit      | 4                          |                            |                            |  |   |                       |                       |                       |  |    |                            |                            |                            |
|  | 8                              | Vancouver                      | 2                              |   |              |                            |                            |                            |  |   |                       |                       |                       |  |    |                            |                            |                            |
|  | 8                              | Vancouver                      | 2                              |   | 1            | Détroit                    | 4                          |                            |  |   |                       |                       |                       |  |    |                            |                            |                            |
|  |                                |                                |                                |   | 1            | Détroit                    | 4                          |                            |  |   |                       |                       |                       |  |    |                            |                            |                            |
|  |                                | 4                              | Saint-Louis                    | 1 |              |                            |                            |                            |  |   |                       |                       |                       |  |    |                            |                            |                            |
|  | 2                              | 4                              | Saint-Louis                    | 1 | Colorado     | 4                          |                            |                            |  |   |                       |                       |                       |  |    |                            |                            |                            |
|  | 2                              |                                |                                |   | Colorado     | 4                          |                            |                            |  |   |                       |                       |                       |  |    |                            |                            |                            |
|  | 7                              | Los Angeles                    | 3                              |   |              |                            |                            |                            |  |   |                       |                       |                       |  |    |                            |                            |                            |
|  | 7                              | Los Angeles                    | 3                              |   |              |                            |                            |                            |  | 1 | Détroit               | 4                     |                       |  |    |                            |                            |                            |
|  | Association de l'Ouest         |                                |                                |   |              |                            |                            |                            |  | 1 | Détroit               | 4                     |                       |  |    |                            |                            |                            |
|  |                                | 2                              | Colorado                       | 3 |              |                            |                            |                            |  |   |                       |                       |                       |  |    |                            |                            |                            |
|  | 3                              | 2                              | Colorado                       | 3 | San José     | 4                          |                            |                            |  |   |                       |                       |                       |  |    |                            |                            |                            |
|  | 3                              |                                |                                |   | San José     | 4                          |                            |                            |  |   |                       |                       |                       |  |    |                            |                            |                            |
|  | 6                              | Phoenix                        | 1                              |   |              |                            |                            |                            |  |   |                       |                       |                       |  |    |                            |                            |                            |
|  | 6                              | Phoenix                        | 1                              |   | 2            | Colorado                   | 4                          |                            |  |   |                       |                       |                       |  |    |                            |                            |                            |
|  |                                |                                |                                |   | 2            | Colorado                   | 4                          |                            |  |   |                       |                       |                       |  |    |                            |                            |                            |
|  |                                | 3                              | San José                       | 3 |              |                            |                            |                            |  |   |                       |                       |                       |  |    |                            |                            |                            |
|  | 4                              | 3                              | San José                       | 3 | Saint-Louis  | 4                          |                            |                            |  |   |                       |                       |                       |  |    |                            |                            |                            |
|  | 4                              |                                |                                |   | Saint-Louis  | 4                          |                            |                            |  |   |                       |                       |                       |  |    |                            |                            |                            |
|  | 5                              | Chicago                        | 1                              |   |              |                            |                            |                            |  |   |                       |                       |                       |  |    |                            |                            |                            |

## Détails des matchs

### Quarts de finale d'association

#### Boston contre Montréal
Montréal gagne la série 4–2.
| 18 avril | Boston | 2-5 (1-1, 1-1, 0-3) | Montréal | FleetCenter 17 565 spectateurs |

| Feuille de match | Feuille de match                                                                          | Feuille de match            | Feuille de match | Feuille de match                                                 |
| ---------------- | ----------------------------------------------------------------------------------------- | --------------------------- | --- | ---------------------------------------------------------------- |
|                  | Thornton (Zamuner, Lapointe) — 10 min 55 s Guerin (Thornton, Lapointe) — 30 min 30 s (SN) | 1-0 1-1 1-2 2-2 2-3 2-4 2-5 | Koivu (Perreault, Rivet) — 12 min 55 s (SN) Gilmour (Zedník) — 24 min 44 s Audette (Markov, Perreault) — 42 min 18 s Audette (Koivu, Perreault) — 50 min Odjick (Lindsay, Van Allen) — 57 min 16 s | Arbitrage : Shane Heyer Bill McCreary Derek Amell Scott Driscoll |
| Byron Dafoe      | Gardiens                                                                                  | José Théodore               | | Arbitrage : Shane Heyer Bill McCreary Derek Amell Scott Driscoll |
| 20 min           | Pénalités                                                                                 | 18 min                      | | Arbitrage : Shane Heyer Bill McCreary Derek Amell Scott Driscoll |
| 32               | Tirs                                                                                      | 27                          | | Arbitrage : Shane Heyer Bill McCreary Derek Amell Scott Driscoll |

| 21 avril | Boston | 6-4 (4-2, 1-1, 1-1) | Montréal | FleetCenter 17 565 spectateurs |

| Feuille de match | Feuille de match | Feuille de match                        | Feuille de match | Feuille de match                                                    |
| ---------------- | --- | --------------------------------------- | --- | ------------------------------------------------------------------- |
|                  | Rolston (Zamuner, Gill) — 2 min 12 s Murray (Samsonov, Boynton) — 9 min 34 s Guerin (O'Donnell) — 10 min 55 s Rolston (Murray, Guerin) — 11 min 49 s (SN) Axelsson (Thornton, Guerin) — 37 min 42 s Thornton (Sweeney, Axelsson) — 59 min 26 s (CV) | 1-0 2-0 3-0 4-0 4-1 4-2 4-3 5-3 5-4 6-4 | Zedník (Zedník, Gilmour, Petrov) — 14 min 22 s Zedník (Rivet, Gilmour) — 17 min 39 s Brisebois (Zedník, Petrov) — 34 min 1 s Gilmour (Zedník, Petrov) — 55 min 6 s | Arbitrage : Michael McGeough Brad Watson Derek Amell Scott Driscoll |
| Byron Dafoe      | Gardiens | José Théodore                           | | Arbitrage : Michael McGeough Brad Watson Derek Amell Scott Driscoll |
| 12 min           | Pénalités | 12 min                                  | | Arbitrage : Michael McGeough Brad Watson Derek Amell Scott Driscoll |
| 44               | Tirs | 33                                      | | Arbitrage : Michael McGeough Brad Watson Derek Amell Scott Driscoll |

| 23 avril | Montréal | 5-3 (1-1, 0-2, 4-0) | Boston | Centre Molson 21 273 spectateurs |

| Feuille de match | Feuille de match | Feuille de match                | Feuille de match | Feuille de match                                          |
| ---------------- | --- | ------------------------------- | --- | --------------------------------------------------------- |
|                  | Perreault (Koivu, Audette) — 4 min 54 s (SN) Audette (Koivu) — 47 min 4 s Gilmour (Petrov, Souray) — 47 min 57 s Koivu (Audette, Markov) — 51 min 59 s Juneau (Dackell, Zedník) — 59 min 59 s (CV) | 1-0 1-1 1-2 1-3 2-3 3-3 4-3 5-3 | Axelsson (Rolston) — 8 min 24 s (IN) Guerin (Thornton, O'Donnell) — 27 min 54 s (SN) Boynton (Murray, Samsonov) — 29 min 4 s | Arbitrage : Blaine Angus Rob Shick Jean Morin Thor Nelson |
| José Théodore    | Gardiens | Byron Dafoe                     | | Arbitrage : Blaine Angus Rob Shick Jean Morin Thor Nelson |
| 6 min            | Pénalités | 8 min                           | | Arbitrage : Blaine Angus Rob Shick Jean Morin Thor Nelson |
| 23               | Tirs | 32                              | | Arbitrage : Blaine Angus Rob Shick Jean Morin Thor Nelson |

| 25 avril | Montréal | 2-5 (0-3, 1-1, 1-1) | Boston | Centre Molson 21 273 spectateurs |

| Feuille de match | Feuille de match                                                                      | Feuille de match            | Feuille de match | Feuille de match                                              |
| ---------------- | ------------------------------------------------------------------------------------- | --------------------------- | --- | ------------------------------------------------------------- |
|                  | Zedník (Petrov, Juneau) — 34 min 14 s (SN) Zedník (Gilmour, Juneau) — 47 min 7 s (SN) | 0-1 0-2 0-3 1-3 1-4 2-4 2-5 | Stock (McInnis) — 2 min 49 s Guerin — 15 min 49 s (SN) Lapointe (Thornton) — 17 min 17 s (SN) Rolston — 35 min 46 s (IN) Samsonov (Murray, Stümpel) — 54 min 20 s | Arbitrage : Dave Jackson Don Koharski Steve Miller Jean Morin |
| José Théodore    | Gardiens                                                                              | Byron Dafoe                 | | Arbitrage : Dave Jackson Don Koharski Steve Miller Jean Morin |
| 38 min           | Pénalités                                                                             | 46 min                      | | Arbitrage : Dave Jackson Don Koharski Steve Miller Jean Morin |
| 28               | Tirs                                                                                  | 25                          | | Arbitrage : Dave Jackson Don Koharski Steve Miller Jean Morin |

| 27 avril | Boston | 1-2 (0-2, 1-0, 0-0) | Montréal | FleetCenter 17 565 spectateurs |

| Feuille de match | Feuille de match                         | Feuille de match | Feuille de match                                            | Feuille de match                                                   |
| ---------------- | ---------------------------------------- | ---------------- | ----------------------------------------------------------- | ------------------------------------------------------------------ |
|                  | Samsonov (Murray, Stümpel) — 30 min 28 s | 0-1 0-2 1-2      | Lindsay (Asham) — 2 min 27 s Petrov (Gilmour) — 15 min 25 s | Arbitrage : Marc Joannette Dan Marouelli Jean Morin Ray Scapinello |
| Byron Dafoe      | Gardiens                                 | José Théodore    |                                                             | Arbitrage : Marc Joannette Dan Marouelli Jean Morin Ray Scapinello |
| 6 min            | Pénalités                                | 4 min            |                                                             | Arbitrage : Marc Joannette Dan Marouelli Jean Morin Ray Scapinello |
| 44               | Tirs                                     | 13               |                                                             | Arbitrage : Marc Joannette Dan Marouelli Jean Morin Ray Scapinello |

| 29 avril | Montréal | 2-1 (1-1, 0-0, 1-0) | Boston | Centre Molson 21 273 spectateurs |

| Feuille de match | Feuille de match                                                                          | Feuille de match | Feuille de match               | Feuille de match                                                   |
| ---------------- | ----------------------------------------------------------------------------------------- | ---------------- | ------------------------------ | ------------------------------------------------------------------ |
|                  | Audette (Perreault, Koivu) — 13 min 56 s (SN) Perreault (Koivu, Rivet) — 40 min 39 s (SN) | 0-1 1-1 2-1      | Rolston (Boynton) — 7 min 57 s | Arbitrage : Dan Marouelli Kevin Pollock Brad Kovachik Brian Murphy |
| José Théodore    | Gardiens                                                                                  | Byron Dafoe      |                                | Arbitrage : Dan Marouelli Kevin Pollock Brad Kovachik Brian Murphy |
| 6 min            | Pénalités                                                                                 | 14 min           |                                | Arbitrage : Dan Marouelli Kevin Pollock Brad Kovachik Brian Murphy |
| 18               | Tirs                                                                                      | 35               |                                | Arbitrage : Dan Marouelli Kevin Pollock Brad Kovachik Brian Murphy |

#### Philadelphie contre Ottawa
Ottawa gagne la série 4–1. Patrick Lalime, gardien des Sénateurs d'Ottawa, réalise 3 blanchissages consécutifs du 2e au 4e match ; il égale ainsi un record en séries co-détenu par Brent Johnson, Clint Benedict, John Roach et Frank McCool.
| 17 avril | Philadelphie | 1-0 (pr) (0-0, 0-0, 0-0, 1-0) | Ottawa | First Union Center 19 420 spectateurs |

| Feuille de match | Feuille de match                        | Feuille de match | Feuille de match | Feuille de match                                              |
| ---------------- | --------------------------------------- | ---------------- | ---------------- | ------------------------------------------------------------- |
|                  | Fedotenko (Murray, Oates) — 67 min 47 s | 1-0              |                  | Arbitrage : Bill McCreary Brad Meier Tim Nowak Pierre Racicot |
| Roman Čechmánek  | Gardiens                                | Patrick Lalime   |                  | Arbitrage : Bill McCreary Brad Meier Tim Nowak Pierre Racicot |
| 6 min            | Pénalités                               | 2 min            |                  | Arbitrage : Bill McCreary Brad Meier Tim Nowak Pierre Racicot |
| 24               | Tirs                                    | 35               |                  | Arbitrage : Bill McCreary Brad Meier Tim Nowak Pierre Racicot |

| 20 avril | Philadelphie | 0-3 (0-0, 0-1, 0-2) | Ottawa | First Union Center 19 734 spectateurs |

| Feuille de match | Feuille de match | Feuille de match | Feuille de match                                                                                         | Feuille de match                                             |
| ---------------- | ---------------- | ---------------- | --- | ------------------------------------------------------------ |
|                  |                  | 0-1 0-2 0-3      | Alfredsson (Bonk, Hossa) — 29 min 32 s (SN) Fisher — 43 min 53 s Hull (Alfredsson, Ylönen) — 55 min 57 s | Arbitrage : Blaine Angus Rob Schick Tim Nowak Pierre Racicot |
| Roman Čechmánek  | Gardiens         | Patrick Lalime   | | Arbitrage : Blaine Angus Rob Schick Tim Nowak Pierre Racicot |
| 14 min           | Pénalités        | 14 min           | | Arbitrage : Blaine Angus Rob Schick Tim Nowak Pierre Racicot |
| 33               | Tirs             | 26               | | Arbitrage : Blaine Angus Rob Schick Tim Nowak Pierre Racicot |

| 22 avril | Ottawa | 3-0 (0-0, 0-0, 3-0) | Philadelphie | Corel Centre 18 239 spectateurs |

| Feuille de match | Feuille de match                                                                                  | Feuille de match | Feuille de match | Feuille de match                                                         |
| ---------------- | ------------------------------------------------------------------------------------------------- | ---------------- | ---------------- | ------------------------------------------------------------------------ |
|                  | Bonk (Havlát, Alfredsson) — 42 min 4 s (SN) Hossa — 59 min 5 s (CV) Alfredsson — 59 min 50 s (CV) | 1-0 2-0 3-0      |                  | Arbitrage : Mike Hasenfratz Don Koharski Stéphane Provost Ray Scapinello |
| Patrick Lalime   | Gardiens                                                                                          | Roman Čechmánek  |                  | Arbitrage : Mike Hasenfratz Don Koharski Stéphane Provost Ray Scapinello |
| 6 min            | Pénalités                                                                                         | 12 min           |                  | Arbitrage : Mike Hasenfratz Don Koharski Stéphane Provost Ray Scapinello |
| 31               | Tirs                                                                                              | 26               |                  | Arbitrage : Mike Hasenfratz Don Koharski Stéphane Provost Ray Scapinello |

| 24 avril | Ottawa | 3-0 (1-0, 2-0, 0-0) | Philadelphie | Corel Centre 18 500 spectateurs |

| Feuille de match | Feuille de match | Feuille de match                              | Feuille de match | Feuille de match                                                    |
| ---------------- | --- | --------------------------------------------- | ---------------- | ------------------------------------------------------------------- |
|                  | Redden (Alfredsson, Brunet) — 19 min 40 s Salo (McEachern, White) — 26 min 6 s Hossa (McEachern, Bonk) — 28 min 8 s | 1-0 2-0 3-0                                   |                  | Arbitrage : Bill McCreary Rob Shick Stéphane Provost Ray Scapinello |
| Patrick Lalime   | Gardiens | Roman Čechmánek Brian Boucher (à (40 min 0 s) |                  | Arbitrage : Bill McCreary Rob Shick Stéphane Provost Ray Scapinello |
| 22 min           | Pénalités | 35 min                                        |                  | Arbitrage : Bill McCreary Rob Shick Stéphane Provost Ray Scapinello |
| 25               | Tirs | 28                                            |                  | Arbitrage : Bill McCreary Rob Shick Stéphane Provost Ray Scapinello |

| 26 avril | Philadelphie | 1-2 (pr) (1-1, 0-0, 0-0, 0-1) | Ottawa | First Union Center 19 639 spectateurs |

| Feuille de match | Feuille de match                               | Feuille de match | Feuille de match                                                                    | Feuille de match                                                   |
| ---------------- | ---------------------------------------------- | ---------------- | ----------------------------------------------------------------------------------- | ------------------------------------------------------------------ |
|                  | McGillis (Desjardins, Oates) — 3 min 53 s (SN) | 1-0 1-1 1-2      | Alfredsson (Bonk, Hossa) — 15 min 16 s (SN) Havlát (Hossa, Bonk) — 67 min 33 s (SN) | Arbitrage : Kerry Fraser Dan O'Halloran Derek Amell Scott Driscoll |
| Brian Boucher    | Gardiens                                       | Patrick Lalime   |                                                                                     | Arbitrage : Kerry Fraser Dan O'Halloran Derek Amell Scott Driscoll |
| 8 min            | Pénalités                                      | 4 min            |                                                                                     | Arbitrage : Kerry Fraser Dan O'Halloran Derek Amell Scott Driscoll |
| 26               | Tirs                                           | 27               |                                                                                     | Arbitrage : Kerry Fraser Dan O'Halloran Derek Amell Scott Driscoll |

#### Caroline contre New Jersey
Caroline gagne la série 4–2.
| 17 avril | Caroline | 2-1 (2-0, 0-0, 0-1) | New Jersey | Raleigh Entertainment and Sports Arena 15 401 spectateurs |

| Feuille de match | Feuille de match                                                              | Feuille de match | Feuille de match                                 | Feuille de match                                                   |
| ---------------- | ----------------------------------------------------------------------------- | ---------------- | ------------------------------------------------ | ------------------------------------------------------------------ |
|                  | Brind'Amour (Battaglia, Tanabe) — 8 min 21 s (SN) Cole (Hedican) — 9 min 43 s | 1-0 2-0 2-1      | Eliáš (Rafalski, Niedermayer) — 57 min 31 s (SN) | Arbitrage : Michael McGeough Rob Shick Jean Morin Stéphane Provost |
| Artūrs Irbe      | Gardiens                                                                      | Martin Brodeur   |                                                  | Arbitrage : Michael McGeough Rob Shick Jean Morin Stéphane Provost |
| 12 min           | Pénalités                                                                     | 8 min            |                                                  | Arbitrage : Michael McGeough Rob Shick Jean Morin Stéphane Provost |
| 17               | Tirs                                                                          | 35               |                                                  | Arbitrage : Michael McGeough Rob Shick Jean Morin Stéphane Provost |

| 19 avril | Caroline | 2-1 (pr) (0-0, 1-1, 0-0, 1-0) | New Jersey | Raleigh Entertainment and Sports Arena 18 730 spectateurs |

| Feuille de match | Feuille de match                                                            | Feuille de match | Feuille de match    | Feuille de match                                              |
| ---------------- | --------------------------------------------------------------------------- | ---------------- | ------------------- | ------------------------------------------------------------- |
|                  | Cole (Battaglia, Francis) — 35 min 5 s (SN) Battaglia (Malík) — 75 min 26 s | 0-1 1-1 2-1      | Holík — 20 min 37 s | Arbitrage : Rob Shick Brad Watson Jean Morin Stéphane Provost |
| Artūrs Irbe      | Gardiens                                                                    | Martin Brodeur   |                     | Arbitrage : Rob Shick Brad Watson Jean Morin Stéphane Provost |
| 12 min           | Pénalités                                                                   | 12 min           |                     | Arbitrage : Rob Shick Brad Watson Jean Morin Stéphane Provost |
| 28               | Tirs                                                                        | 31               |                     | Arbitrage : Rob Shick Brad Watson Jean Morin Stéphane Provost |

| 21 avril | New Jersey | 4-0 (2-0, 2-0, 0-0) | Caroline | Continental Airlines Arena 17 004 spectateurs |

| Feuille de match | Feuille de match | Feuille de match                         | Feuille de match | Feuille de match                                                    |
| ---------------- | --- | ---------------------------------------- | ---------------- | ------------------------------------------------------------------- |
|                  | Gionta (Holík, Niedermayer) — 7 min 48 s Rafalski (Sýkora, Eliáš) — 9 min 25 s (SN) Holík (Eliáš, Gionta) — 20 min 58 s (SN) Rafalski (Nieuwendyk, Eliáš) — 22 min 17 s (SN) | 1-0 2-0 3-0 4-0                          |                  | Arbitrage : Dan Marouelli Bill McCreary Jean Morin Stéphane Provost |
| Martin Brodeur   | Gardiens | Artūrs Irbe Kevin Weekes (à 20 min 58 s) |                  | Arbitrage : Dan Marouelli Bill McCreary Jean Morin Stéphane Provost |
| 8 min            | Pénalités | 14 min                                   |                  | Arbitrage : Dan Marouelli Bill McCreary Jean Morin Stéphane Provost |
| 35               | Tirs | 16                                       |                  | Arbitrage : Dan Marouelli Bill McCreary Jean Morin Stéphane Provost |

| 23 avril | New Jersey | 3-1 (2-0, 0-0, 1-1) | Caroline | Continental Airlines Arena 17 057 spectateurs |

| Feuille de match | Feuille de match                                                                                   | Feuille de match                        | Feuille de match             | Feuille de match                                                  |
| ---------------- | -------------------------------------------------------------------------------------------------- | --------------------------------------- | ---------------------------- | ----------------------------------------------------------------- |
|                  | Holík (Bryline) — 1 min 16 s Gionta — 17 min 31 s (IN) Rafalski (Eliáš, Gionta) — 46 min 23 s (SN) | 1-0 2-0 3-0 3-1                         | Ward (O'Neill) — 57 min 23 s | Arbitrage : Dave Jackson Dan Marouelli Derek Amell Scott Driscoll |
| Martin Brodeur   | Gardiens                                                                                           | Artūrs Irbe Kevin Weekes (à 20 min 0 s) |                              | Arbitrage : Dave Jackson Dan Marouelli Derek Amell Scott Driscoll |
| 6 min            | Pénalités                                                                                          | 18 min                                  |                              | Arbitrage : Dave Jackson Dan Marouelli Derek Amell Scott Driscoll |
| 22               | Tirs                                                                                               | 24                                      |                              | Arbitrage : Dave Jackson Dan Marouelli Derek Amell Scott Driscoll |

| 24 avril | Caroline | 3-2 (pr) (0-0, 1-1, 1-1, 1-0) | New Jersey | Raleigh Entertainment and Sports Arena 18 336 spectateurs |

| Feuille de match | Feuille de match | Feuille de match    | Feuille de match                                                                              | Feuille de match                                                   |
| ---------------- | --- | ------------------- | --------------------------------------------------------------------------------------------- | ------------------------------------------------------------------ |
|                  | Gélinas (Vašíček, Svoboda) — 33 min 44 s O'Neill (Brind,Amour, Francis) — 58 min 31 s (SN) Vašíček (Svoboda, Gélinas) — 68 min 16 s | 0-1 1-1 1-2 2-2 3-2 | Holík (Salomonsson, Bryline) — 31 min 30 s Eliáš (Rafalski, Langenbrunner) — 51 min 46 s (SN) | Arbitrage : Kerry Fraser Dan O'Halloran Derek Amell Scott Driscoll |
| Kevin Weekes     | Gardiens | Martin Brodeur      |                                                                                               | Arbitrage : Kerry Fraser Dan O'Halloran Derek Amell Scott Driscoll |
| 10 min           | Pénalités | 10 min              |                                                                                               | Arbitrage : Kerry Fraser Dan O'Halloran Derek Amell Scott Driscoll |
| 38               | Tirs | 42                  |                                                                                               | Arbitrage : Kerry Fraser Dan O'Halloran Derek Amell Scott Driscoll |

| 27 avril | New Jersey | 0-1 (0-0, 0-1, 0-0) | Caroline | Continental Airlines Arena 17 104 spectateurs |

| Feuille de match | Feuille de match | Feuille de match | Feuille de match                              | Feuille de match                                                       |
| ---------------- | ---------------- | ---------------- | --------------------------------------------- | ---------------------------------------------------------------------- |
|                  |                  | 0-1              | Francis (Svoboda, Kapanen) — 30 min 29 s (SN) | Arbitrage : Mark Faucette Don Van Massenhoven Tim Nowak Pierre Racicot |
| Martin Brodeur   | Gardiens         | Kevin Weekes     |                                               | Arbitrage : Mark Faucette Don Van Massenhoven Tim Nowak Pierre Racicot |
| 8 min            | Pénalités        | 8 min            |                                               | Arbitrage : Mark Faucette Don Van Massenhoven Tim Nowak Pierre Racicot |
| 32               | Tirs             | 22               |                                               | Arbitrage : Mark Faucette Don Van Massenhoven Tim Nowak Pierre Racicot |

#### Toronto contre New York
Toronto gagne la série 4–3.
| 18 avril | Toronto | 3-1 (0-1, 0-0, 3-0) | New York | Air Canada Center 19 438 spectateurs |

| Feuille de match | Feuille de match                                                                                    | Feuille de match | Feuille de match                           | Feuille de match                                                       |
| ---------------- | --------------------------------------------------------------------------------------------------- | ---------------- | ------------------------------------------ | ---------------------------------------------------------------------- |
|                  | Tucker (Green) — 44 min 3 s Domi (Kaberle, McCabe) — 48 min 39 s Sundin (Corson) — 59 min 20 s (CV) | 0-1 1-1 2-1 3-1  | Jönsson (Iachine, Bates) — 5 min 57 s (SN) | Arbitrage : Dan Marouelli Don VanMassenhoven Steve Miller Dan Schachte |
| Curtis Joseph    | Gardiens                                                                                            | Chris Osgood     |                                            | Arbitrage : Dan Marouelli Don VanMassenhoven Steve Miller Dan Schachte |
| 18 min           | Pénalités                                                                                           | 10 min           |                                            | Arbitrage : Dan Marouelli Don VanMassenhoven Steve Miller Dan Schachte |
| 31               | Tirs                                                                                                | 14               |                                            | Arbitrage : Dan Marouelli Don VanMassenhoven Steve Miller Dan Schachte |

| 20 avril | Toronto | 2-0 (0-0, 0-0, 2-0) | New York | Air Canada Center 19 434 spectateurs |

| Feuille de match | Feuille de match                                                                  | Feuille de match | Feuille de match | Feuille de match                                               |
| ---------------- | --------------------------------------------------------------------------------- | ---------------- | ---------------- | -------------------------------------------------------------- |
|                  | McCauley (Sundin, Domi) — 43 min 10 s Kaberle (Sundin, Corson) — 59 min 53 s (CV) | 1-0 2-0          |                  | Arbitrage : Dave Jackson Don Koharski Thor Nelson Dan Schachte |
| Curtis Joseph    | Gardiens                                                                          | Chris Osgood     |                  | Arbitrage : Dave Jackson Don Koharski Thor Nelson Dan Schachte |
| 8 min            | Pénalités                                                                         | 14 min           |                  | Arbitrage : Dave Jackson Don Koharski Thor Nelson Dan Schachte |
| 26               | Tirs                                                                              | 31               |                  | Arbitrage : Dave Jackson Don Koharski Thor Nelson Dan Schachte |

| 23 avril | New York | 6-1 (1-1, 3-0, 2-0) | Toronto | Nassau Veterans Memorial Coliseum 16 234 spectateurs |

| Feuille de match | Feuille de match | Feuille de match                           | Feuille de match                        | Feuille de match                                               |
| ---------------- | --- | ------------------------------------------ | --------------------------------------- | -------------------------------------------------------------- |
|                  | Parrish (Hamrlík, Iachine) — 14 min 34 s (SN) Isbister (Aucoin, Czerkawski) — 26 min 1 s (SN) Peca (Blake) — 33 min 33 s Parrish (Jönsson, Aucoin) — 39 min 19 s (SN) Bates (Van Impe, Iachine) — 44 min 7 s (SN) Scatchard (Isbister) — 44 min 21 s | 0-1 1-1 2-1 3-1 4-1 5-1 6-1                | Moguilny (Kaberle, Tucker) — 7 min 32 s | Arbitrage : Shane Heyer Bill McCreary Tim Nowak Pierre Racicot |
| Chris Osgood     | Gardiens | Curtis Joseph Corey Schwab (à 47 min 35 s) |                                         | Arbitrage : Shane Heyer Bill McCreary Tim Nowak Pierre Racicot |
| 62 min           | Pénalités | 76 min                                     |                                         | Arbitrage : Shane Heyer Bill McCreary Tim Nowak Pierre Racicot |
| 44               | Tirs | 35                                         |                                         | Arbitrage : Shane Heyer Bill McCreary Tim Nowak Pierre Racicot |

| 24 avril | New York | 4-3 (1-1, 0-1, 3-1) | Toronto | Nassau Veterans Memorial Coliseum 16 234 spectateurs |

| Feuille de match | Feuille de match | Feuille de match            | Feuille de match | Feuille de match                                               |
| ---------------- | --- | --------------------------- | --- | -------------------------------------------------------------- |
|                  | Iachine (Parrish, Aucoin) — 10 min 30 s Miller (Czerkawski, Jönsson) — 53 min 16 s (SN) Hamrlík (Iachine) — 54 min 56 s Bates — 57 min 30 s (TP) | 1-0 1-1 1-2 2-2 3-2 3-3 4-3 | Moguilny (Roberts, Reichel) — 19 min 44 s (SN) Kaberle (Roberts, McCabe) — 39 min 19 s Corson (Healey, McCauley) — 56 min 34 s | Arbitrage : Dan Marouelli Brad Watson Tim Nowak Pierre Racicot |
| Chris Osgood     | Gardiens | Curtis Joseph               | | Arbitrage : Dan Marouelli Brad Watson Tim Nowak Pierre Racicot |
| 20 min           | Pénalités | 26 min                      | | Arbitrage : Dan Marouelli Brad Watson Tim Nowak Pierre Racicot |
| 23               | Tirs | 25                          | | Arbitrage : Dan Marouelli Brad Watson Tim Nowak Pierre Racicot |

| 26 avril | Toronto | 6-3 (2-1, 3-1, 1-1) | New York | Air Canada Center 19 458 spectateurs |

| Feuille de match | Feuille de match | Feuille de match                        | Feuille de match | Feuille de match                                                   |
| ---------------- | --- | --------------------------------------- | --- | ------------------------------------------------------------------ |
|                  | Valk (Green, Kaberle) — 6 min 29 s Höglund (Roberts, Corson) — 9 min 34 s McCabe (Höglund, McCauley) — 27 min 5 s (SN) McCabe (Tucker) — 34 min 30 s Tucker (Pilař, Moguilny) — 37 min 18 s Höglund (Roberts, McCauley) — 51 min 5 s (SN) | 1-0 2-0 2-1 3-1 4-1 4-2 5-2 6-2 6-3     | Miller (Aucoin, Van Impe) — 19 min 48 s (SN) Hunter (Bates, Van Impe) — 36 min 39 s Aucoin (Bates, Hamrlík) — 53 min 51 s (SN) | Arbitrage : Paul Devorski Kevin Pollock Brad Kovachik Brian Murphy |
| Curtis Joseph    | Gardiens | Chris Osgood Garth Snow (à 34 min 30 s) | | Arbitrage : Paul Devorski Kevin Pollock Brad Kovachik Brian Murphy |
| 25 min           | Pénalités | 24 min                                  | | Arbitrage : Paul Devorski Kevin Pollock Brad Kovachik Brian Murphy |
| 34               | Tirs | 19                                      | | Arbitrage : Paul Devorski Kevin Pollock Brad Kovachik Brian Murphy |

| 28 avril | New York | 5-3 (2-2, 1-0, 2-1) | Toronto | Nassau Veterans Memorial Coliseum 16 234 spectateurs |

| Feuille de match | Feuille de match | Feuille de match                | Feuille de match | Feuille de match                                                  |
| ---------------- | --- | ------------------------------- | --- | ----------------------------------------------------------------- |
|                  | Czerkawski (Hamrlík, Miller) — 5 min 7 s (SN) Iachine (Kvacha, Van Impe) — 13 min 26 s Aucoin (Bates, Hamrlík) — 21 min 35 s (SN) Miller (Hunter) — 43 min 11 s Czerkawski (Miller) — 43 min 49 s | 1-0 2-0 2-1 2-2 3-2 4-2 5-2 5-3 | Belak (Green, Corson) — 14 min 23 s Höglund (McCauley, Pilař) — 16 min 42 s (SN) Roberts (McCauley, Höglund) — 46 min 41 s (SN) | Arbitrage : Paul Devorski Kerry Fraser Derek Amell Scott Driscoll |
| Chris Osgood     | Gardiens | Curtis Joseph                   | | Arbitrage : Paul Devorski Kerry Fraser Derek Amell Scott Driscoll |
| 31 min           | Pénalités | 31 min                          | | Arbitrage : Paul Devorski Kerry Fraser Derek Amell Scott Driscoll |
| 34               | Tirs | 34                              | | Arbitrage : Paul Devorski Kerry Fraser Derek Amell Scott Driscoll |

| 30 avril | Toronto | 4-2 (1-1, 2-0, 1-1) | New York | Air Canada Center 19 519 spectateurs |

| Feuille de match | Feuille de match | Feuille de match        | Feuille de match                                                                      | Feuille de match                                                    |
| ---------------- | --- | ----------------------- | ------------------------------------------------------------------------------------- | ------------------------------------------------------------------- |
|                  | Roberts (Domi, Kaberle) — 13 min 27 s Moguilny (Reichel, Tucker) — 22 min 37 s Green — 33 min 48 s Moguilny (Roberts, McCauley) — 59 min 20 s (CV) | 0-1 1-1 2-1 3-1 3-2 4-2 | Iachine (Aucoin, Hamrlík) — 3 min 41 s (SN) Miller (Scatchard, Hamrlík) — 44 min 23 s | Arbitrage : Don Koharski Stephen Walkom Scott Driscoll Dan Schachte |
| Curtis Joseph    | Gardiens | Chris Osgood            |                                                                                       | Arbitrage : Don Koharski Stephen Walkom Scott Driscoll Dan Schachte |
| 8 min            | Pénalités | 8 min                   |                                                                                       | Arbitrage : Don Koharski Stephen Walkom Scott Driscoll Dan Schachte |
| 30               | Tirs | 33                      |                                                                                       | Arbitrage : Don Koharski Stephen Walkom Scott Driscoll Dan Schachte |

#### Détroit contre Vancouver
Détroit gagne la série 4–2.
| 17 avril | Détroit | 3-4 (pr) (1-0, 1-2, 1-1, 0-1) | Vancouver | Joe Louis Arena 20 058 spectateurs |

| Feuille de match | Feuille de match | Feuille de match            | Feuille de match | Feuille de match                                                   |
| ---------------- | --- | --------------------------- | --- | ------------------------------------------------------------------ |
|                  | Robitaille (Yzerman, Dandenault) — 17 min 51 s Fiodorov (Lidström, Shanahan) — 28 min 23 s (SN) Larionov (Duchesne, McCarty) — 41 min 55 s | 1-0 1-1 2-1 2-2 3-2 3-3 3-4 | Warriner (Cooke, Sopel) — 20 min 21 s Cassels (Jovanovski) — 33 min 11 s (SN) Linden (Tchoubarov, Hlaváč) — 40 min 47 s H. Sedin — 73 min 59 s | Arbitrage : Dave Jackson Don Koharski Greg Devorski Ray Scapinello |
| Dominik Hašek    | Gardiens | Dan Cloutier                | | Arbitrage : Dave Jackson Don Koharski Greg Devorski Ray Scapinello |
| 12 min           | Pénalités | 12 min                      | | Arbitrage : Dave Jackson Don Koharski Greg Devorski Ray Scapinello |
| 35               | Tirs | 26                          | | Arbitrage : Dave Jackson Don Koharski Greg Devorski Ray Scapinello |

| 19 avril | Détroit | 2-5 (0-1, 1-2, 1-2) | Vancouver | Joe Louis Arena 20 058 spectateurs |

| Feuille de match | Feuille de match                                                                           | Feuille de match            | Feuille de match | Feuille de match                                                       |
| ---------------- | ------------------------------------------------------------------------------------------ | --------------------------- | --- | ---------------------------------------------------------------------- |
|                  | Lidström (Yzerman, Datsiouk) — 30 min 30 s Yzerman (Shanahan, Lidström) — 50 min 33 s (SN) | 0-1 0-2 1-2 1-3 2-3 2-4 2-5 | Bertuzzi (Morrison, Lachance) — 10 min 14 s Cassels (Jovanovski, Linden) — 27 min 8 s Lachance — 33 min 13 s Näslund (Morrison, Bertuzzi) — 58 min 8 s Cooke (Linden) — 58 min 49 s (CV) | Arbitrage : Mike Hasenfratz Don Koharski Pierre Racicot Ray Scapinello |
| Dominik Hašek    | Gardiens                                                                                   | Dan Cloutier                | | Arbitrage : Mike Hasenfratz Don Koharski Pierre Racicot Ray Scapinello |
| 2 min            | Pénalités                                                                                  | 10 min                      | | Arbitrage : Mike Hasenfratz Don Koharski Pierre Racicot Ray Scapinello |
| 36               | Tirs                                                                                       | 20                          | | Arbitrage : Mike Hasenfratz Don Koharski Pierre Racicot Ray Scapinello |

| 21 avril | Vancouver | 1-3 (0-1, 1-1, 0-1) | Détroit | General Motors Place 18 422 spectateurs |

| Feuille de match | Feuille de match                      | Feuille de match | Feuille de match | Feuille de match                                                   |
| ---------------- | ------------------------------------- | ---------------- | --- | ------------------------------------------------------------------ |
|                  | Bertuzzi (Cassels) — 24 min 38 s (SN) | 0-1 1-1 1-2 1-3  | Yzerman (Duchesne, Shanahan) — 10 min 41 s (SN) Lidström (Chelios, Draper) — 39 min 35 s Shanahan (Yzerman, Fiodorov) — 43 min 18 s | Arbitrage : Marc Joannette Stephen Walkom Randy Mitton Mark Wheler |
| Dan Cloutier     | Gardiens                              | Dominik Hašek    | | Arbitrage : Marc Joannette Stephen Walkom Randy Mitton Mark Wheler |
| 12 min           | Pénalités                             | 12 min           | | Arbitrage : Marc Joannette Stephen Walkom Randy Mitton Mark Wheler |
| 23               | Tirs                                  | 26               | | Arbitrage : Marc Joannette Stephen Walkom Randy Mitton Mark Wheler |

| 23 avril | Vancouver | 2-4 (0-2, 2-0, 0-2) | Détroit | General Motors Place 18 422 spectateurs |

| Feuille de match | Feuille de match                                                                | Feuille de match        | Feuille de match | Feuille de match                                                  |
| ---------------- | ------------------------------------------------------------------------------- | ----------------------- | --- | ----------------------------------------------------------------- |
|                  | Öhlund (Letowski, Cooke) — 29 min 50 s Cooke (Sopel, Öhlund) — 39 min 28 s (SN) | 0-1 0-2 1-2 2-2 2-3 2-4 | Fischer — 3 min 22 s Chelios (Shanahan, Yzerman) — 10 min 12 s (SN) Yzerman (Fiodorov, Shanahan) — 40 min 56 s Draper (McCarty, Maltby) — 59 min 7 s (CV) | Arbitrage : Mark Faucette Stephen Walkom Randy Mitton Mark Wheler |
| Dan Cloutier     | Gardiens                                                                        | Dominik Hašek           | | Arbitrage : Mark Faucette Stephen Walkom Randy Mitton Mark Wheler |
| 8 min            | Pénalités                                                                       | 12 min                  | | Arbitrage : Mark Faucette Stephen Walkom Randy Mitton Mark Wheler |
| 24               | Tirs                                                                            | 15                      | | Arbitrage : Mark Faucette Stephen Walkom Randy Mitton Mark Wheler |

| 25 avril | Détroit | 4-0 (4-0, 0-0, 0-0) | Vancouver | Joe Louis Arena 20 058 spectateurs |

| Feuille de match | Feuille de match | Feuille de match                          | Feuille de match | Feuille de match                                                 |
| ---------------- | --- | ----------------------------------------- | ---------------- | ---------------------------------------------------------------- |
|                  | Holmström (Fiodorov, Shanahan) — 4 min 2 s (SN) Dandenault (Fiodorov, Shanahan) — 13 min 35 s (IN) Devereaux (Hull, Lidström) — 15 min 32 s Fiodorov (Hull, Fischer) — 18 min 31 s | 1-0 2-0 3-0 4-0                           |                  | Arbitrage : Dan Marouelli Brad Watson Brad Kovachik Brian Murphy |
| Dominik Hašek    | Gardiens | Dan Cloutier Peter Skudra (à 15 min 21 s) |                  | Arbitrage : Dan Marouelli Brad Watson Brad Kovachik Brian Murphy |
| 10 min           | Pénalités | 8 min                                     |                  | Arbitrage : Dan Marouelli Brad Watson Brad Kovachik Brian Murphy |
| 30               | Tirs | 25                                        |                  | Arbitrage : Dan Marouelli Brad Watson Brad Kovachik Brian Murphy |

| 27 avril | Vancouver | 4-6 (2-2, 0-3, 2-1) | Détroit | General Motors Place 18 422 spectateurs |

| Feuille de match                        | Feuille de match | Feuille de match                        | Feuille de match | Feuille de match                                                          |
| --------------------------------------- | --- | --------------------------------------- | --- | ------------------------------------------------------------------------- |
|                                         | Jovanovski (Näslund, Bertuzzi) — 8 min 12 s (SN) H. Sedin (D. Sedin, Baron) — 8 min 56 s H. Sedin (Jovanovski, Linden) — 46 min 55 s Cooke (Linden, Jovanovski) — 57 min 2 s | 0-1 0-2 1-2 2-2 2-3 2-4 2-5 3-5 3-6 4-6 | Holmström (Larionov) — 1 min 5 s Larionov — 4 min 23 s Lidström (Draper, Chelios) — 26 min 40 s (IN) Hull (Chelios, Yzerman) — 27 min 10 s (IN) Hull (Larionov, Chelios) — 37 min 39 s (SN) Hull (Larionov, Chelios) — 53 min 42 s (SN) | Arbitrage : Bill McCreary Michael McGeough Lonnie Cameron Brad Lazarowich |
| Dan Cloutier Peter Skudra (à 5 min 1 s) | Gardiens | Dominik Hašek                           | | Arbitrage : Bill McCreary Michael McGeough Lonnie Cameron Brad Lazarowich |
| 12 min                                  | Pénalités | 16 min                                  | | Arbitrage : Bill McCreary Michael McGeough Lonnie Cameron Brad Lazarowich |
| 29                                      | Tirs | 28                                      | | Arbitrage : Bill McCreary Michael McGeough Lonnie Cameron Brad Lazarowich |

#### San José contre Phoenix
San José gagne la série 4–1.
| 17 avril | San José | 2-1 (1-0, 1-1, 0-0) | Phoenix | Compaq Center at San Jose 17 496 spectateurs |

| Feuille de match | Feuille de match                                                                      | Feuille de match | Feuille de match                   | Feuille de match                                                   |
| ---------------- | ------------------------------------------------------------------------------------- | ---------------- | ---------------------------------- | ------------------------------------------------------------------ |
|                  | Damphousse (Nolan, Suter) — 6 min 48 s (SN) Marleau (Selänne, Marchment) — 25 min 2 s | 1-0 1-1 2-1      | Brière (Focht, Doan) — 22 min 53 s | Arbitrage : Tim Peel Stephen Walkom Lonnie Cameron Brad Lazarowich |
| Ievgueni Nabokov | Gardiens                                                                              | Sean Burke       |                                    | Arbitrage : Tim Peel Stephen Walkom Lonnie Cameron Brad Lazarowich |
| 16 min           | Pénalités                                                                             | 27 min           |                                    | Arbitrage : Tim Peel Stephen Walkom Lonnie Cameron Brad Lazarowich |
| 27               | Tirs                                                                                  | 22               |                                    | Arbitrage : Tim Peel Stephen Walkom Lonnie Cameron Brad Lazarowich |

| 20 avril | San José | 1-3 (0-0, 0-1, 1-2) | Phoenix | Compaq Center at San Jose 17 496 spectateurs |

| Feuille de match | Feuille de match                       | Feuille de match | Feuille de match | Feuille de match                                                        |
| ---------------- | -------------------------------------- | ---------------- | --- | ----------------------------------------------------------------------- |
|                  | Sturm (Marleau, Selänne) — 54 min 19 s | 0-1 0-2 1-2 1-3  | Langkow (Doan, Pederson) — 25 min 31 s Brière (Berehowsky, Burke) — 41 min 39 s (SN) Doan (Pederson, Simpson) — 54 min 59 s | Arbitrage : Mark Faucette Stephen Walkom Lonnie Cameron Brad Lazarowich |
| Ievgueni Nabokov | Gardiens                               | Sean Burke       | | Arbitrage : Mark Faucette Stephen Walkom Lonnie Cameron Brad Lazarowich |
| 10 min           | Pénalités                              | 12 min           | | Arbitrage : Mark Faucette Stephen Walkom Lonnie Cameron Brad Lazarowich |
| 28               | Tirs                                   | 23               | | Arbitrage : Mark Faucette Stephen Walkom Lonnie Cameron Brad Lazarowich |

| 22 avril | Phoenix | 1-4 (1-0, 0-2, 0-2) | San José | America West Arena 16 210 spectateurs |

| Feuille de match | Feuille de match                  | Feuille de match    | Feuille de match | Feuille de match                                                |
| ---------------- | --------------------------------- | ------------------- | --- | --------------------------------------------------------------- |
|                  | Doan (Simpson, Burke) — 1 min 6 s | 1-0 1-1 1-2 1-3 1-4 | Marleau (Hannan, Rathje) — 23 min 40 s Graves (Damphousse, Hannan) — 25 min 38 s Thornton (Ricci, Harvey) — 47 min 20 s Ricci (Thornton) — 47 min 43 s | Arbitrage : Stéphane Auger Paul Devorski Mike Cvik Vaughan Rody |
| Sean Burke       | Gardiens                          | Ievgueni Nabokov    | | Arbitrage : Stéphane Auger Paul Devorski Mike Cvik Vaughan Rody |
| 20 min           | Pénalités                         | 16 min              | | Arbitrage : Stéphane Auger Paul Devorski Mike Cvik Vaughan Rody |
| 36               | Tirs                              | 35                  | | Arbitrage : Stéphane Auger Paul Devorski Mike Cvik Vaughan Rody |

| 24 avril | Phoenix | 1-2 (0-2, 1-0, 0-0) | San José | America West Arena 16 210 spectateurs |

| Feuille de match | Feuille de match                      | Feuille de match | Feuille de match                                                                      | Feuille de match                                               |
| ---------------- | ------------------------------------- | ---------------- | ------------------------------------------------------------------------------------- | -------------------------------------------------------------- |
|                  | Suchý (Brière, Johnson) — 29 min 27 s | 0-1 0-2 1-2      | Rathje (Marleau, Thornton) — 12 min 23 s (SN) Ricci (Graves, Sundström) — 14 min 39 s | Arbitrage : Paul Devorski Kevin Pollock Mike Cvik Vaughan Rody |
| Sean Burke       | Gardiens                              | Ievgueni Nabokov |                                                                                       | Arbitrage : Paul Devorski Kevin Pollock Mike Cvik Vaughan Rody |
| 12 min           | Pénalités                             | 12 min           |                                                                                       | Arbitrage : Paul Devorski Kevin Pollock Mike Cvik Vaughan Rody |
| 30               | Tirs                                  | 24               |                                                                                       | Arbitrage : Paul Devorski Kevin Pollock Mike Cvik Vaughan Rody |

| 26 avril | San José | 4-1 (0-0, 2-1, 2-0) | Phoenix | Compaq Center at San Jose 17 496 spectateurs |

| Feuille de match | Feuille de match | Feuille de match    | Feuille de match           | Feuille de match                                            |
| ---------------- | --- | ------------------- | -------------------------- | ----------------------------------------------------------- |
|                  | Marleau (Harvey, Matteau) — 30 min 24 s Graves (Nolan, Marleau) — 33 min 24 s Damphousse (Matteau) — 45 min 20 s Sturm (Sundström, Nabokov) — 55 min 24 s | 1-0 2-0 2-1 3-1 4-1 | Johnson — 39 min 45 s (TP) | Arbitrage : Dennis LaRue Rob Shick Thor Nelson Dan Schachte |
| Ievgueni Nabokov | Gardiens | Sean Burke          |                            | Arbitrage : Dennis LaRue Rob Shick Thor Nelson Dan Schachte |
| 10 min           | Pénalités | 12 min              |                            | Arbitrage : Dennis LaRue Rob Shick Thor Nelson Dan Schachte |
| 19               | Tirs | 23                  |                            | Arbitrage : Dennis LaRue Rob Shick Thor Nelson Dan Schachte |

#### Colorado contre Los Angeles
Colorado gagne la série 4-3
| 18 avril | Colorado | 4-3 (1-0, 1-2, 2-1) | Los Angeles | Pepsi Center 18 007 spectateurs |

| Feuille de match | Feuille de match | Feuille de match            | Feuille de match | Feuille de match                                               |
| ---------------- | --- | --------------------------- | --- | -------------------------------------------------------------- |
|                  | Tanguay (Drury) — 19 min 51 s Reinprecht (Škoula, Forsberg) — 24 min 22 s Sakic (Forsberg, Drury) — 41 min 6 s (SN) de Vries (Keane, Messier) — 54 min 26 s | 1-0 2-0 2-1 2-2 3-2 3-3 4-3 | Smolinski (Ronning, Modrý) — 30 min 52 s (SN) Pálffy (Allison, Johnson) — 34 min 20 s Pálffy (Deadmarsh) — 43 min 25 s | Arbitrage : Stéphane Auger Kerry Fraser Mike Cvik Vaughan Rody |
| Patrick Roy      | Gardiens | Félix Potvin                | | Arbitrage : Stéphane Auger Kerry Fraser Mike Cvik Vaughan Rody |
| 4 min            | Pénalités | 6 min                       | | Arbitrage : Stéphane Auger Kerry Fraser Mike Cvik Vaughan Rody |
| 31               | Tirs | 29                          | | Arbitrage : Stéphane Auger Kerry Fraser Mike Cvik Vaughan Rody |

| 20 avril | Colorado | 5-3 (2-2, 2-1, 1-0) | Los Angeles | Pepsi Center 18 007 spectateurs |

| Feuille de match | Feuille de match | Feuille de match                | Feuille de match | Feuille de match                                               |
| ---------------- | --- | ------------------------------- | --- | -------------------------------------------------------------- |
|                  | Sakic (Tanguay, de Vries) — 7 min 1 s Sakic (Forsberg, Tanguay) — 15 min 37 s (SN) Forsberg (Reinprecht, de Vries) — 31 min 5 s Reinprecht (Sakic, Blake) — 36 min 45 s Drury (Forsberg) — 48 min 45 s | 1-0 1-1 1-2 2-2 2-3 3-3 4-3 5-3 | Deadmarsh (Pálffy, Boucher) — 7 min 23 s Eloranta (Chartrand, Johnson) — 13 min 13 s Allison (Pálffy, Deadmarsh) — 28 min 43 s | Arbitrage : Kerry Fraser Dan O'Halloran Mike Cvik Vaughan Rody |
| Patrick Roy      | Gardiens | Félix Potvin                    | | Arbitrage : Kerry Fraser Dan O'Halloran Mike Cvik Vaughan Rody |
| 4 min            | Pénalités | 4 min                           | | Arbitrage : Kerry Fraser Dan O'Halloran Mike Cvik Vaughan Rody |
| 38               | Tirs | 31                              | | Arbitrage : Kerry Fraser Dan O'Halloran Mike Cvik Vaughan Rody |

| 22 avril | Los Angeles | 3-1 (1-1, 2-0, 0-0) | Colorado | STAPLES Center 18 519 spectateurs |

| Feuille de match | Feuille de match                                                                                 | Feuille de match | Feuille de match                   | Feuille de match                                                           |
| ---------------- | ------------------------------------------------------------------------------------------------ | ---------------- | ---------------------------------- | -------------------------------------------------------------------------- |
|                  | Pálffy (Allison) — 19 s Allison (Pálffy) — 20 min 43 s Pálffy (Allison, Deadmarsh) — 28 min 29 s | 1-0 1-1 2-1 3-1  | Larsen (Foote, Hinote) — 6 min 1 s | Arbitrage : Dennis LaRue Don VanMassenhoven Lonnie Cameron Brad Lazarowich |
| Félix Potvin     | Gardiens                                                                                         | Patrick Roy      |                                    | Arbitrage : Dennis LaRue Don VanMassenhoven Lonnie Cameron Brad Lazarowich |
| 22 min           | Pénalités                                                                                        | 14 min           |                                    | Arbitrage : Dennis LaRue Don VanMassenhoven Lonnie Cameron Brad Lazarowich |
| 18               | Tirs                                                                                             | 31               |                                    | Arbitrage : Dennis LaRue Don VanMassenhoven Lonnie Cameron Brad Lazarowich |

| 23 avril | Los Angeles | 0-1 (0-0, 0-1, 0-0) | Colorado | STAPLES Center 18 700 spectateurs |

| Feuille de match | Feuille de match | Feuille de match | Feuille de match                           | Feuille de match                                                               |
| ---------------- | ---------------- | ---------------- | ------------------------------------------ | ------------------------------------------------------------------------------ |
|                  |                  | 0-1              | Reinprecht (Drury, Forsberg) — 25 min 57 s | Arbitrage : Michael McGeough Don VanMassenhoven Lonnie Cameron Brad Lazarowich |
| Félix Potvin     | Gardiens         | Patrick Roy      |                                            | Arbitrage : Michael McGeough Don VanMassenhoven Lonnie Cameron Brad Lazarowich |
| 6 min            | Pénalités        | 4 min            |                                            | Arbitrage : Michael McGeough Don VanMassenhoven Lonnie Cameron Brad Lazarowich |
| 32               | Tirs             | 25               |                                            | Arbitrage : Michael McGeough Don VanMassenhoven Lonnie Cameron Brad Lazarowich |

| 25 avril | Colorado | 0-1 (pr) (0-0, 0-0, 0-0, 0-1) | Los Angeles | Pepsi Center 18 007 spectateurs |

| Feuille de match | Feuille de match | Feuille de match | Feuille de match                      | Feuille de match                                                   |
| ---------------- | ---------------- | ---------------- | ------------------------------------- | ------------------------------------------------------------------ |
|                  |                  | 0-1              | Johnson (Modrý, Pálffy) — 62 min 19 s | Arbitrage : Mark Faucette Stephen Walkom Mike Cvik Brad Lazarowich |
| Patrick Roy      | Gardiens         | Félix Potvin     |                                       | Arbitrage : Mark Faucette Stephen Walkom Mike Cvik Brad Lazarowich |
| 6 min            | Pénalités        | 8 min            |                                       | Arbitrage : Mark Faucette Stephen Walkom Mike Cvik Brad Lazarowich |
| 26               | Tirs             | 23               |                                       | Arbitrage : Mark Faucette Stephen Walkom Mike Cvik Brad Lazarowich |

| 27 avril | Los Angeles | 3-1 (2-0, 1-1, 0-0) | Colorado | STAPLES Center 18 449 spectateurs |

| Feuille de match | Feuille de match | Feuille de match | Feuille de match           | Feuille de match                                                 |
| ---------------- | --- | ---------------- | -------------------------- | ---------------------------------------------------------------- |
|                  | Allison (Pálffy, Schneider) — 1 min 21 s Chartrand (Eloranta, Laperrière) — 6 min 44 s Smolinski (Višňovský, Emerson) — 26 min 19 s | 1-0 2-0 3-0 3-1  | Hahl (Blake) — 29 min 37 s | Arbitrage : Dave Jackson Stephen Walkom Randy Mitton Mark Wheler |
| Félix Potvin     | Gardiens | Patrick Roy      |                            | Arbitrage : Dave Jackson Stephen Walkom Randy Mitton Mark Wheler |
| 16 min           | Pénalités | 10 min           |                            | Arbitrage : Dave Jackson Stephen Walkom Randy Mitton Mark Wheler |
| 20               | Tirs | 24               |                            | Arbitrage : Dave Jackson Stephen Walkom Randy Mitton Mark Wheler |

| 29 avril | Colorado | 4-0 (0-0, 3-0, 1-0) | Los Angeles | Pepsi Center 18 007 spectateurs |

| Feuille de match | Feuille de match | Feuille de match | Feuille de match | Feuille de match                                                    |
| ---------------- | --- | ---------------- | ---------------- | ------------------------------------------------------------------- |
|                  | Drury (Forsberg, Roy) — 25 min 8 s Tanguay (Hejduk, de Vries) — 26 min 2 s Reinprecht (de Vries, Keane) — 37 min 32 s Foote — 56 min 47 s (CV) | 1-0 2-0 3-0 4-0  |                  | Arbitrage : Bill McCreary Michael McGeough Randy Mitton Mark Wheler |
| Patrick Roy      | Gardiens | Félix Potvin     |                  | Arbitrage : Bill McCreary Michael McGeough Randy Mitton Mark Wheler |
| 10 min           | Pénalités | 10 min           |                  | Arbitrage : Bill McCreary Michael McGeough Randy Mitton Mark Wheler |
| 27               | Tirs | 23               |                  | Arbitrage : Bill McCreary Michael McGeough Randy Mitton Mark Wheler |

#### Saint-Louis contre Chicago
Saint-Louis gagne la série 4–1.
| 18 avril | Saint-Louis | 1-2 (0-0, 1-1, 0-1) | Chicago | Savvis Center 18 807 spectateurs |

| Feuille de match | Feuille de match                               | Feuille de match | Feuille de match                                                         | Feuille de match                                                   |
| ---------------- | ---------------------------------------------- | ---------------- | ------------------------------------------------------------------------ | ------------------------------------------------------------------ |
|                  | Demitra (Pronger, MacInnis) — 21 min 34 s (SN) | 1-0 1-1 1-2      | Calder (Klemm) — 22 min 42 s Karpovtsev (Nylander, Thomas) — 56 min 50 s | Arbitrage : Paul Devorski Kevin Pollock Brad Kovachik Brian Murphy |
| Brent Johnson    | Gardiens                                       | Jocelyn Thibault |                                                                          | Arbitrage : Paul Devorski Kevin Pollock Brad Kovachik Brian Murphy |
| 4 min            | Pénalités                                      | 8 min            |                                                                          | Arbitrage : Paul Devorski Kevin Pollock Brad Kovachik Brian Murphy |
| 35               | Tirs                                           | 21               |                                                                          | Arbitrage : Paul Devorski Kevin Pollock Brad Kovachik Brian Murphy |

| 20 avril | Saint-Louis | 2-0 (1-0, 0-0, 1-0) | Chicago | Savvis Center 19 143 spectateurs |

| Feuille de match | Feuille de match                                                              | Feuille de match | Feuille de match | Feuille de match                                                  |
| ---------------- | ----------------------------------------------------------------------------- | ---------------- | ---------------- | ----------------------------------------------------------------- |
|                  | Weight (Stillman, Ferraro) — 2 min 53 s (SN) Mellanby (Tkachuk) — 52 min 48 s | 1-0 2-0          |                  | Arbitrage : Paul Devorski Dennis LaRue Brad Kovachik Brian Murphy |
| Brent Johnson    | Gardiens                                                                      | Jocelyn Thibault |                  | Arbitrage : Paul Devorski Dennis LaRue Brad Kovachik Brian Murphy |
| 10 min           | Pénalités                                                                     | 8 min            |                  | Arbitrage : Paul Devorski Dennis LaRue Brad Kovachik Brian Murphy |
| 25               | Tirs                                                                          | 26               |                  | Arbitrage : Paul Devorski Dennis LaRue Brad Kovachik Brian Murphy |

| 21 avril | Chicago | 0-4 (0-2, 0-2, 0-0) | Saint-Louis | United Center 20 532 spectateurs |

| Feuille de match                               | Feuille de match | Feuille de match | Feuille de match | Feuille de match                                                  |
| ---------------------------------------------- | ---------------- | ---------------- | --- | ----------------------------------------------------------------- |
|                                                |                  | 0-1 0-2 0-3 0-4  | Mayers (Ferraro, Nash) — 1 min 48 s Mellanby (Tkachuk, Demitra) — 13 min 26 s (SN) Demitra (Tkachuk, Mellanby) — 21 min 3 s (SN) Young — 39 min 10 s (IN) | Arbitrage : Kerry Fraser Dan O'Halloran Steve Miller Dan Schachte |
| Jocelyn Thibault Steve Passmore (à 40 min 0 s) | Gardiens         | Brent Johnson    | | Arbitrage : Kerry Fraser Dan O'Halloran Steve Miller Dan Schachte |
| 41 min                                         | Pénalités        | 22 min           | | Arbitrage : Kerry Fraser Dan O'Halloran Steve Miller Dan Schachte |
| 12                                             | Tirs             | 23               | | Arbitrage : Kerry Fraser Dan O'Halloran Steve Miller Dan Schachte |

| 23 avril | Chicago | 0-1 (0-0, 0-1, 0-0) | Saint-Louis | United Center 18 019 spectateurs |

| Feuille de match | Feuille de match | Feuille de match | Feuille de match                          | Feuille de match                                            |
| ---------------- | ---------------- | ---------------- | ----------------------------------------- | ----------------------------------------------------------- |
|                  |                  | 0-1              | Demitra (Mellanby, Pronger) — 38 min 43 s | Arbitrage : Kerry Fraser Tim Peel Steve Miller Dan Schachte |
| Steve Passmore   | Gardiens         | Brent Johnson    |                                           | Arbitrage : Kerry Fraser Tim Peel Steve Miller Dan Schachte |
| 10 min           | Pénalités        | 14 min           |                                           | Arbitrage : Kerry Fraser Tim Peel Steve Miller Dan Schachte |
| 27               | Tirs             | 25               |                                           | Arbitrage : Kerry Fraser Tim Peel Steve Miller Dan Schachte |

| 25 avril | Saint-Louis | 5-3 (1-0, 2-3, 2-0) | Chicago | Savvis Center 19 999 spectateurs |

| Feuille de match | Feuille de match | Feuille de match                | Feuille de match | Feuille de match                                                         |
| ---------------- | --- | ------------------------------- | --- | ------------------------------------------------------------------------ |
|                  | Mellanby (Demitra, MacInnis) — 19 min 43 s (SN) Young (Stillman, Salvador) — 34 min 21 s Pronger (MacInnis, Demitra) — 39 min 57 s Mayers (Ferraro, Boguniecki) — 46 min 23 s Tkachuk (Demitra) — 55 min 56 s | 1-0 1-1 1-2 1-3 2-3 3-3 4-3 5-3 | Thomas (Odelein, Nylander) — 24 min 34 s Calder (Housley, Nylander) — 32 min 43 s (SN) Sullivan (Koroliov, Amonte) — 33 min 3 s | Arbitrage : Michael McGeough Don VanMassenhoven Randy Mitton Mark Wheler |
| Brent Johnson    | Gardiens | Steve Passmore                  | | Arbitrage : Michael McGeough Don VanMassenhoven Randy Mitton Mark Wheler |
| 4 min            | Pénalités | 6 min                           | | Arbitrage : Michael McGeough Don VanMassenhoven Randy Mitton Mark Wheler |
| 31               | Tirs | 35                              | | Arbitrage : Michael McGeough Don VanMassenhoven Randy Mitton Mark Wheler |

### Demi-finales d'association

#### Caroline contre Montréal
Caroline gagne la série 4–2.
| 3 mai | Caroline | 2-0 (0-0, 0-0, 2-0) | Montréal | Raleigh Entertainment and Sports Arena 18 809 spectateurs |

| Feuille de match | Feuille de match                                                       | Feuille de match | Feuille de match | Feuille de match                                                     |
| ---------------- | ---------------------------------------------------------------------- | ---------------- | ---------------- | -------------------------------------------------------------------- |
|                  | Francis (Wallin, Svoboda) — 43 min 49 s Cole (Battaglia) — 57 min 42 s | 1-0 2-0          |                  | Arbitrage : Kevin Pollock Stephen Walkom Scott Driscoll Dan Schachte |
| Kevin Weekes     | Gardiens                                                               | José Théodore    |                  | Arbitrage : Kevin Pollock Stephen Walkom Scott Driscoll Dan Schachte |
| 23 min           | Pénalités                                                              | 12 min           |                  | Arbitrage : Kevin Pollock Stephen Walkom Scott Driscoll Dan Schachte |
| 38               | Tirs                                                                   | 25               |                  | Arbitrage : Kevin Pollock Stephen Walkom Scott Driscoll Dan Schachte |

| 5 mai | Caroline | 1-4 (0-2, 1-1, 0-1) | Montréal | Raleigh Entertainment and Sports Arena 18 730 spectateurs |

| Feuille de match | Feuille de match                                    | Feuille de match    | Feuille de match | Feuille de match                                                        |
| ---------------- | --------------------------------------------------- | ------------------- | --- | ----------------------------------------------------------------------- |
|                  | Brind'Amour (Battaglia, Francis) — 39 min 53 s (SN) | 0-1 0-2 0-3 1-3 1-4 | Koivu (Berezine, Kilger) — 7 min 25 s Markov (Koivu, Quintal) — 16 min 51 s Gilmour (Audette, Juneau) — 21 min 3 s (SN) Lindsay — 58 min 49 s (CV) | Arbitrage : Michael McGeough Stephen Walkom Scott Driscoll Dan Schachte |
| Kevin Weekes     | Gardiens                                            | José Théodore       | | Arbitrage : Michael McGeough Stephen Walkom Scott Driscoll Dan Schachte |
| 8 min            | Pénalités                                           | 18 min              | | Arbitrage : Michael McGeough Stephen Walkom Scott Driscoll Dan Schachte |
| 46               | Tirs                                                | 16                  | | Arbitrage : Michael McGeough Stephen Walkom Scott Driscoll Dan Schachte |

| 7 mai | Montréal | 2-1 (pr) (0-0, 1-0, 0-1, 1-0) | Caroline | Centre Molson 21 273 spectateurs |

| Feuille de match | Feuille de match                                   | Feuille de match | Feuille de match                  | Feuille de match                                                        |
| ---------------- | -------------------------------------------------- | ---------------- | --------------------------------- | ----------------------------------------------------------------------- |
|                  | Koivu (Dackell) — 29 min 3 s Audette — 62 min 26 s | 1-0 1-1 2-1      | Battaglia (Hedican) — 43 min 24 s | Arbitrage : Don Koharski Don VanMassenhoven Brian Murphy Ray Scapinello |
| José Théodore    | Gardiens                                           | Kevin Weekes     |                                   | Arbitrage : Don Koharski Don VanMassenhoven Brian Murphy Ray Scapinello |
| 2 min            | Pénalités                                          | 4 min            |                                   | Arbitrage : Don Koharski Don VanMassenhoven Brian Murphy Ray Scapinello |
| 20               | Tirs                                               | 34               |                                   | Arbitrage : Don Koharski Don VanMassenhoven Brian Murphy Ray Scapinello |

| 9 mai | Montréal | 3-4 (pr) (2-0, 1-0, 0-3, 0-1) | Caroline | Centre Molson 21 273 spectateurs |

| Feuille de match | Feuille de match | Feuille de match                        | Feuille de match | Feuille de match                                               |
| ---------------- | --- | --------------------------------------- | --- | -------------------------------------------------------------- |
|                  | Dackell (Brisebois, Dykhuis) — 10 min 56 s Perreault (Audette, Quintal) — 11 min 54 s Berezine (Gilmour, Markov) — 30 min 55 s (SN) | 1-0 2-0 3-0 3-1 3-2 3-3 3-4             | Hill (Francis, Kapanen) — 43 min 57 s (SN) Battaglia (Brind'Amour, Malík) — 52 min 43 s Cole (Francis, Battaglia) — 59 min 19 s Wallin (O'Neill) — 63 min 14 s | Arbitrage : Kerry Fraser Dave Jackson Brian Murphy Mark Wheler |
| José Théodore    | Gardiens | Kevin Weekes Artūrs Irbe (à 20 min 0 s) | | Arbitrage : Kerry Fraser Dave Jackson Brian Murphy Mark Wheler |
| 16 min           | Pénalités | 12 min                                  | | Arbitrage : Kerry Fraser Dave Jackson Brian Murphy Mark Wheler |
| 20               | Tirs | 40                                      | | Arbitrage : Kerry Fraser Dave Jackson Brian Murphy Mark Wheler |

| 12 mai | Caroline | 5-1 (1-0, 1-0, 3-1) | Montréal | Raleigh Entertainment and Sports Arena 18 853 spectateurs |

| Feuille de match | Feuille de match | Feuille de match        | Feuille de match                        | Feuille de match                                           |
| ---------------- | --- | ----------------------- | --------------------------------------- | ---------------------------------------------------------- |
|                  | Gélinas — 3 min 17 s Brind'Amour (Cole, Battaglia) — 22 min 13 s Francis (Battaglia, Hill) — 43 min 40 s (SN) Westlund (O'Neill, Gélinas) — 51 min 18 s Battaglia (Cole) — 56 min 13 s | 1-0 2-0 3-0 4-0 4-1 5-1 | Dykhuis (Lindsay, Juneau) — 54 min 32 s | Arbitrage : Paul Devorski Brad Watson Jean Morin Tim Nowak |
| Artūrs Irbe      | Gardiens | José Théodore           |                                         | Arbitrage : Paul Devorski Brad Watson Jean Morin Tim Nowak |
| 6 min            | Pénalités | 18 min                  |                                         | Arbitrage : Paul Devorski Brad Watson Jean Morin Tim Nowak |
| 31               | Tirs | 31                      |                                         | Arbitrage : Paul Devorski Brad Watson Jean Morin Tim Nowak |

| 13 mai | Montréal | 2-8 (1-5, 0-3, 1-0) | Caroline | Centre Molson 21 273 spectateurs |

| Feuille de match                             | Feuille de match                                                                | Feuille de match                        | Feuille de match | Feuille de match                                                  |
| -------------------------------------------- | ------------------------------------------------------------------------------- | --------------------------------------- | --- | ----------------------------------------------------------------- |
|                                              | Quintal (Perreault, Gilmour) — 19 min 49 s Audette (Quintal) — 45 min 44 s (SN) | 0-1 0-2 0-3 0-4 0-5 1-5 1-6 1-7 1-8 2-8 | Cole (Brind'Amour, Battaglia) — 25 s Cole (Battaglia) — 3 min 33 s Hill (Kapanen, Brind'Amour) — 7 min 55 s (SN) Vašíček (Cole) — 14 min 58 s Adams (Daniels, Malík) — 18 min 15 s Battaglia (Francis, Brind'Amour) — 25 min 57 s (SN) Hill (O'Neill, Kapanen) — 32 min 17 s (SN) O'Neill — 39 min 52 s | Arbitrage : Kevin Pollock Rob Shick Greg Devorski Brad Lazarowich |
| José Théodore Stéphane Fiset (à 21 min 36 s) | Gardiens                                                                        | Artūrs Irbe                             | | Arbitrage : Kevin Pollock Rob Shick Greg Devorski Brad Lazarowich |
| 22 min                                       | Pénalités                                                                       | 14 min                                  | | Arbitrage : Kevin Pollock Rob Shick Greg Devorski Brad Lazarowich |
| 33                                           | Tirs                                                                            | 32                                      | | Arbitrage : Kevin Pollock Rob Shick Greg Devorski Brad Lazarowich |

#### Toronto contre Ottawa
Toronto gagne la série 4–3.
| 2 mai | Toronto | 0-5 (0-3, 0-2, 0-0) | Ottawa | Air Canada Center 19 406 spectateurs |

| Feuille de match | Feuille de match | Feuille de match    | Feuille de match | Feuille de match                                                      |
| ---------------- | ---------------- | ------------------- | --- | --------------------------------------------------------------------- |
|                  |                  | 0-1 0-2 0-3 0-4 0-5 | Havlát (Bonk, Hossa) — 7 min 44 s (SN) Bonk (Alfredsson, Havlát) — 9 min 4 s (SN) Hnidy (Hossa) — 11 min 44 s White (Redden, Havlát) — 21 min 42 s Alfredsson (Redden, Havlát) — 30 min 39 s (SN) | Arbitrage : Dan Marouelli Michael McGeough Brad Kovachik Brian Murphy |
| Curtis Joseph    | Gardiens         | Patrick Lalime      | | Arbitrage : Dan Marouelli Michael McGeough Brad Kovachik Brian Murphy |
| 36 min           | Pénalités        | 4 min               | | Arbitrage : Dan Marouelli Michael McGeough Brad Kovachik Brian Murphy |
| 27               | Tirs             | 33                  | | Arbitrage : Dan Marouelli Michael McGeough Brad Kovachik Brian Murphy |

| 4 mai | Toronto | 3-2 (3 pr) (2-0, 0-1, 0-1, 0-0, 0-0, 1-0) | Ottawa | Air Canada Center 19 454 spectateurs |

| Feuille de match | Feuille de match                                                                                 | Feuille de match    | Feuille de match                                                        | Feuille de match                                                        |
| ---------------- | ------------------------------------------------------------------------------------------------ | ------------------- | ----------------------------------------------------------------------- | ----------------------------------------------------------------------- |
|                  | Green (Pilař, Domi) — 4 min 46 s Tucker (Moguilny) — 8 min 20 s Roberts (Reichel) — 104 min 30 s | 0-1 0-2 1-2 2-2 3-2 | Salo (White) — 27 min 52 s Fischer (Leschyshyn, Arvedson) — 42 min 49 s | Arbitrage : Bill McCreary Don VanMassenhoven Greg Devorski Brian Murphy |
| Curtis Joseph    | Gardiens                                                                                         | Patrick Lalime      |                                                                         | Arbitrage : Bill McCreary Don VanMassenhoven Greg Devorski Brian Murphy |
| 8 min            | Pénalités                                                                                        | 10 min              |                                                                         | Arbitrage : Bill McCreary Don VanMassenhoven Greg Devorski Brian Murphy |
| 42               | Tirs                                                                                             | 56                  |                                                                         | Arbitrage : Bill McCreary Don VanMassenhoven Greg Devorski Brian Murphy |

| 6 mai | Ottawa | 3-2 (0-0, 1-0, 2-2) | Toronto | Corel Centre 18 500 spectateurs |

| Feuille de match | Feuille de match                                                                                          | Feuille de match    | Feuille de match                                                               | Feuille de match                                            |
| ---------------- | --- | ------------------- | ------------------------------------------------------------------------------ | ----------------------------------------------------------- |
|                  | Arvedson (Fisher, Havlát) — 26 min 49 s Arvedson (Havlát) — 50 min 14 s Alfredsson (Brunet) — 56 min 25 s | 1-0 2-0 3-0 3-1 3-2 | Roberts (Hoglund, McCabe) — 56 min 44 s Green (Corson, Moguilny) — 59 min 26 s | Arbitrage : Don Koharski Brad Watson Jean Morin Mark Wheler |
| Patrick Lalime   | Gardiens                                                                                                  | Curtis Joseph       |                                                                                | Arbitrage : Don Koharski Brad Watson Jean Morin Mark Wheler |
| 2 min            | Pénalités                                                                                                 | 27 min              |                                                                                | Arbitrage : Don Koharski Brad Watson Jean Morin Mark Wheler |
| 29               | Tirs | 28                  |                                                                                | Arbitrage : Don Koharski Brad Watson Jean Morin Mark Wheler |

| 8 mai | Ottawa | 1-2 (0-0, 2-1, 0-0) | Toronto | Corel Centre 18 500 spectateurs |

| Feuille de match | Feuille de match                        | Feuille de match | Feuille de match                                                                       | Feuille de match                                              |
| ---------------- | --------------------------------------- | ---------------- | -------------------------------------------------------------------------------------- | ------------------------------------------------------------- |
|                  | Redden (Hossa, Bonk) — 22 min 15 s (SN) | 1-0 1-1 1-2      | McCauley (Roberts, Pilař) — 26 min 17 s McCauley (Roberts, Hoglund) — 37 min 17 s (SN) | Arbitrage : Kerry Fraser Kevin Pollock Jean Morin Mark Wheler |
| Patrick Lalime   | Gardiens                                | Curtis Joseph    |                                                                                        | Arbitrage : Kerry Fraser Kevin Pollock Jean Morin Mark Wheler |
| 10 min           | Pénalités                               | 6 min            |                                                                                        | Arbitrage : Kerry Fraser Kevin Pollock Jean Morin Mark Wheler |
| 25               | Tirs                                    | 24               |                                                                                        | Arbitrage : Kerry Fraser Kevin Pollock Jean Morin Mark Wheler |

| 10 mai | Toronto | 2-4 (1-1, 0-1, 1-2) | Ottawa | Air Canada Center 19 499 spectateurs |

| Feuille de match | Feuille de match                                                                      | Feuille de match        | Feuille de match | Feuille de match                                                  |
| ---------------- | ------------------------------------------------------------------------------------- | ----------------------- | --- | ----------------------------------------------------------------- |
|                  | Roberts (McCauley, Hoglund) — 19 min 42 s (SN) McCauley (Roberts, Berg) — 52 min 34 s | 0-1 1-1 1-2 2-2 2-3 2-4 | Redden (Chára, Ylönen) — 7 min 22 s Hossa (Bonk, Redden) — 27 min 13 s (SN) Alfredsson (Ylönen, Salo) — 57 min 59 s Bonk (McEachern, Hull) — 59 min 25 s (CV) | Arbitrage : Rob Shick Stephen Walkom Greg Devorski Scott Driscoll |
| Curtis Joseph    | Gardiens                                                                              | Patrick Lalime          | | Arbitrage : Rob Shick Stephen Walkom Greg Devorski Scott Driscoll |
| 6 min            | Pénalités                                                                             | 6 min                   | | Arbitrage : Rob Shick Stephen Walkom Greg Devorski Scott Driscoll |
| 28               | Tirs                                                                                  | 21                      | | Arbitrage : Rob Shick Stephen Walkom Greg Devorski Scott Driscoll |

| 12 mai | Ottawa | 3-4 (2-2, 1-1, 0-1) | Toronto | Corel Center 18 500 spectateurs |

| Feuille de match | Feuille de match                                                                                               | Feuille de match            | Feuille de match | Feuille de match                                                 |
| ---------------- | --- | --------------------------- | --- | ---------------------------------------------------------------- |
|                  | Hossa (Ylönen, McEachern) — 1 min 5 s Alfredsson (Ylönen) — 4 min 39 s White (Alfredsson, Hnidy) — 39 min 35 s | 1-0 2-0 2-1 2-2 2-3 3-3 3-4 | McCabe (Roberts, McCauley) — 13 min 1 s (SN) Roberts (Hoglund, McCauley) — 17 min 20 s (SN) Roberts (Green, McCabe) — 33 min 9 s Moguilny (Green) — 44 min 28 s | Arbitrage : Dave Jackson Bill McCreary Brad Kovachik Mark Wheler |
| Patrick Lalime   | Gardiens | Curtis Joseph               | | Arbitrage : Dave Jackson Bill McCreary Brad Kovachik Mark Wheler |
| 25 min           | Pénalités | 14 min                      | | Arbitrage : Dave Jackson Bill McCreary Brad Kovachik Mark Wheler |
| 23               | Tirs | 19                          | | Arbitrage : Dave Jackson Bill McCreary Brad Kovachik Mark Wheler |

| 14 mai | Toronto | 3-0 (0-0, 1-0, 2-0) | Ottawa | Air Canada Center 19 551 spectateurs |

| Feuille de match | Feuille de match | Feuille de match | Feuille de match | Feuille de match                                                    |
| ---------------- | --- | ---------------- | ---------------- | ------------------------------------------------------------------- |
|                  | Moguilny (Corson, Dempsey) — 31 min 49 s (SN) Moguilny (Kaberle, Green) — 45 min 14 s McCabe (Roberts, McCauley) — 54 min 4 s | 1-0 2-0 3-0      |                  | Arbitrage : Don Koharski Bill McCreary Brad Lazarowich Brian Murphy |
| Curtis Joseph    | Gardiens | Patrick Lalime   |                  | Arbitrage : Don Koharski Bill McCreary Brad Lazarowich Brian Murphy |
| 8 min            | Pénalités | 8 min            |                  | Arbitrage : Don Koharski Bill McCreary Brad Lazarowich Brian Murphy |
| 27               | Tirs | 19               |                  | Arbitrage : Don Koharski Bill McCreary Brad Lazarowich Brian Murphy |

#### Détroit contre Saint-Louis
Détroit gagne la série 4–1.
| 2 mai | Détroit | 2-0 (1-0, 1-0, 0-0) | Saint-Louis | Joe Louis Arena 20 058 spectateurs |

| Feuille de match | Feuille de match                                                        | Feuille de match | Feuille de match | Feuille de match                                                 |
| ---------------- | ----------------------------------------------------------------------- | ---------------- | ---------------- | ---------------------------------------------------------------- |
|                  | Datsiouk (Hull, Lidström) — 7 min 40 s Hull (Yzerman) — 39 min 4 s (IN) | 1-0 2-0          |                  | Arbitrage : Paul Devorski Dave Jackson Jean Morin Ray Scapinello |
| Dominik Hašek    | Gardiens                                                                | Brent Johnson    |                  | Arbitrage : Paul Devorski Dave Jackson Jean Morin Ray Scapinello |
| 54 min           | Pénalités                                                               | 48 min           |                  | Arbitrage : Paul Devorski Dave Jackson Jean Morin Ray Scapinello |
| 20               | Tirs                                                                    | 23               |                  | Arbitrage : Paul Devorski Dave Jackson Jean Morin Ray Scapinello |

| 4 mai | Détroit | 3-2 (2-0, 1-0, 0-2) | Saint-Louis | Joe Louis Arena 20 058 spectateurs |

| Feuille de match | Feuille de match | Feuille de match    | Feuille de match                                                            | Feuille de match                                                 |
| ---------------- | --- | ------------------- | --------------------------------------------------------------------------- | ---------------------------------------------------------------- |
|                  | Yzerman (Fiodorov, Duchesne) — 2 min 46 s Hull (Lidström, Robitaille) — 18 min 28 s (SN) Robitaille (Olausson, Chelios) — 31 min 53 s (SN) | 1-0 2-0 3-0 3-1 3-2 | Mellanby (Pronger) — 40 min 47 s Mellanby (Tkachuk, MacInnis) — 59 min 19 s | Arbitrage : Paul Devorski Kerry Fraser Jean Morin Ray Scapinello |
| Dominik Hašek    | Gardiens | Brent Johnson       |                                                                             | Arbitrage : Paul Devorski Kerry Fraser Jean Morin Ray Scapinello |
| 6 min            | Pénalités | 12 min              |                                                                             | Arbitrage : Paul Devorski Kerry Fraser Jean Morin Ray Scapinello |
| 31               | Tirs | 37                  |                                                                             | Arbitrage : Paul Devorski Kerry Fraser Jean Morin Ray Scapinello |

| 7 mai | Saint-Louis | 6-1 (2-1, 1-0, 3-0) | Détroit | Savvis Center 19 107 spectateurs |

| Feuille de match | Feuille de match | Feuille de match                           | Feuille de match                     | Feuille de match                                                |
| ---------------- | --- | ------------------------------------------ | ------------------------------------ | --------------------------------------------------------------- |
|                  | Tkachuk (Demitra) — 5 min 41 s Mellanby (MacInnis, Pronger) — 19 min 3 s (SN) Tkachuk (Pronger, Demitra) — 37 min 22 s (SN) Tkachuk (Demitra, Mellanby) — 41 min 53 s Demitra (Pronger, MacInnis) — 49 min 26 s (IN) Mayers — 55 min 8 s | 1-0 1-1 2-1 3-1 4-1 5-1 6-1                | Datsiouk (Hull, Chelios) — 6 min 8 s | Arbitrage : Michael McGeough Rob Shick Scott Driscoll Tim Nowak |
| Brent Johnson    | Gardiens | Dominik Hašek Manny Legace (à 49 min 26 s) |                                      | Arbitrage : Michael McGeough Rob Shick Scott Driscoll Tim Nowak |
| 16 min           | Pénalités | 14 min                                     |                                      | Arbitrage : Michael McGeough Rob Shick Scott Driscoll Tim Nowak |
| 18               | Tirs | 28                                         |                                      | Arbitrage : Michael McGeough Rob Shick Scott Driscoll Tim Nowak |

| 9 mai | Saint-Louis | 3-4 (1-2, 0-1, 2-1) | Détroit | Savvis Center 19 999 spectateurs |

| Feuille de match | Feuille de match                                                                                               | Feuille de match            | Feuille de match | Feuille de match                                                        |
| ---------------- | --- | --------------------------- | --- | ----------------------------------------------------------------------- |
|                  | Young (Pronger, Weight) — 4 min 24 s (SN) Mellanby (Tkachuk, MacInnis) — 57 min 6 s (SN) Tkachuk — 58 min 30 s | 1-0 1-1 1-2 1-3 1-4 2-4 3-4 | Shanahan (McCarty, Yzerman) — 13 min 33 s Fischer (Fiodorov, Devereaux) — 16 min 5 s Holmström (Dandenault, Robitaille) — 22 min 35 s Yzerman — 43 min 3 s (SN) | Arbitrage : Bill McCreary Michael McGeough Brad Lazarowich Dan Schachte |
| Brent Johnson    | Gardiens | Dominik Hašek               | | Arbitrage : Bill McCreary Michael McGeough Brad Lazarowich Dan Schachte |
| 12 min           | Pénalités | 14 min                      | | Arbitrage : Bill McCreary Michael McGeough Brad Lazarowich Dan Schachte |
| 36               | Tirs | 23                          | | Arbitrage : Bill McCreary Michael McGeough Brad Lazarowich Dan Schachte |

| 11 mai | Détroit | 4-0 (0-0, 2-0, 2-0) | Saint-Louis | Joe Louis Arena 20 058 spectateurs |

| Feuille de match | Feuille de match | Feuille de match | Feuille de match | Feuille de match                                                    |
| ---------------- | --- | ---------------- | ---------------- | ------------------------------------------------------------------- |
|                  | Fischer (Shanahan) — 24 min 42 s Holmström (Shanahan, Yzerman) — 29 min 57 s (SN) Shanahan (Chelios, Fischer) — 56 min 57 s Shanahan (Fiodorov, Chelios) — 59 min 18 s (CV) | 1-0 2-0 3-0 4-0  |                  | Arbitrage : Dan Marouelli Kevin Pollock Brad Lazarowich Mark Wheler |
| Dominik Hašek    | Gardiens | Brent Johnson    |                  | Arbitrage : Dan Marouelli Kevin Pollock Brad Lazarowich Mark Wheler |
| 12 min           | Pénalités | 8 min            |                  | Arbitrage : Dan Marouelli Kevin Pollock Brad Lazarowich Mark Wheler |
| 30               | Tirs | 16               |                  | Arbitrage : Dan Marouelli Kevin Pollock Brad Lazarowich Mark Wheler |

#### Colorado contre San José
Colorado gagne la série 4–3.
| 1er mai | Colorado | 3-6 (0-2, 2-1, 1-3) | San José | Pepsi Center 18 007 spectateurs |

| Feuille de match | Feuille de match                                                                                                 | Feuille de match                    | Feuille de match | Feuille de match                                              |
| ---------------- | --- | ----------------------------------- | --- | ------------------------------------------------------------- |
|                  | Drury (Foote, Forsberg) — 34 min 33 s (SN) de Vries (Sakic) — 37 min 57 s Forsberg (Skoula, Sakic) — 56 min 33 s | 0-1 0-2 0-3 1-3 2-3 2-4 2-5 3-5 3-6 | Ricci (Sundström) — 6 min 13 s Selänne (Ragnarsson, Stuart) — 10 min 35 s Selänne (Sturm, Marleau) — 31 min 28 s Marleau (Selänne, Ragnarsson) — 52 min 34 s Thornton (Sundström, Ricci) — 55 min 20 s Marchment (Nabokov) — 59 min 54 s (CV) | Arbitrage : Bill McCreary Rob Shick Brad Lazarowich Tim Nowak |
| Patrick Roy      | Gardiens | Ievgueni Nabokov                    | | Arbitrage : Bill McCreary Rob Shick Brad Lazarowich Tim Nowak |
| 6 min            | Pénalités | 14 min                              | | Arbitrage : Bill McCreary Rob Shick Brad Lazarowich Tim Nowak |
| 30               | Tirs | 23                                  | | Arbitrage : Bill McCreary Rob Shick Brad Lazarowich Tim Nowak |

| 4 mai | Colorado | 8-2 (1-0, 4-1, 3-1) | San José | Pepsi Center 18 007 spectateurs |

| Feuille de match | Feuille de match | Feuille de match                                  | Feuille de match                                                                | Feuille de match                                                 |
| ---------------- | --- | ------------------------------------------------- | ------------------------------------------------------------------------------- | ---------------------------------------------------------------- |
|                  | Blake (Yelle, Keane) — 8 min 54 s Blake (Tanguay, Foote) — 21 min 38 s Forsberg (Reinprecht, de Vries) — 28 min 36 s Sakic (Forsberg, Drury) — 30 min 19 s (SN) de Vries (Sakic, Tanguay) — 33 min 50 s Hejduk (Skoula, Foote) — 50 min 21 s (SN) Messier (Kasparaitis, Keane) — 51 min 59 s Hinote (Hahl, Larsen) — 52 min 11 s | 1-0 2-0 3-0 4-0 5-0 5-1 5-2 6-2 7-2 8-2           | Marleau (Sturm, Rathje) — 35 min 9 s Matteau (Damphousse, Stuart) — 43 min 30 s | Arbitrage : Dennis LaRue Dan Marouelli Brad Lazarowich Tim Nowak |
| Patrick Roy      | Gardiens | Ievgueni Nabokov Miikka Kiprusoff (à 52 min 11 s) |                                                                                 | Arbitrage : Dennis LaRue Dan Marouelli Brad Lazarowich Tim Nowak |
| 6 min            | Pénalités | 14 min                                            |                                                                                 | Arbitrage : Dennis LaRue Dan Marouelli Brad Lazarowich Tim Nowak |
| 30               | Tirs | 31                                                |                                                                                 | Arbitrage : Dennis LaRue Dan Marouelli Brad Lazarowich Tim Nowak |

| 6 mai | San José | 6-4 (1-1, 2-3, 3-0) | Colorado | Compaq Center at San Jose 17 496 spectateurs |

| Feuille de match | Feuille de match | Feuille de match                        | Feuille de match | Feuille de match                                                     |
| ---------------- | --- | --------------------------------------- | --- | -------------------------------------------------------------------- |
|                  | Thornton (Ricci, Sundström) — 14 min 40 s Nolan — 23 min 20 s Graves (Nolan, Damphousse) — 25 min 36 s Selänne (Suter, Damphousse) — 43 min 31 s (SN) Marleau (Stuart, Ricci) — 53 min 26 s (SN) Nolan — 59 min 44 s (CV) | 0-1 1-1 2-1 3-1 3-2 3-3 3-4 4-4 5-4 6-4 | Blake (Reinprecht, Sakic) — 59 s Blake (Sakic, Foote) — 28 min 56 s Tanguay (Drury, Forsberg) — 35 min 49 s (SN) Forsberg (Drury) — 38 min 49 s | Arbitrage : Dan Marouelli Dan O'Halloran Greg Devorski Brad Kovachik |
| Ievgueni Nabokov | Gardiens | Patrick Roy                             | | Arbitrage : Dan Marouelli Dan O'Halloran Greg Devorski Brad Kovachik |
| 4 min            | Pénalités | 16 min                                  | | Arbitrage : Dan Marouelli Dan O'Halloran Greg Devorski Brad Kovachik |
| 40               | Tirs | 33                                      | | Arbitrage : Dan Marouelli Dan O'Halloran Greg Devorski Brad Kovachik |

| 8 mai | San José | 1-4 (0-2, 1-0, 0-2) | Colorado | Compaq Center at San Jose 17 496 spectateurs |

| Feuille de match | Feuille de match                               | Feuille de match    | Feuille de match | Feuille de match                                                   |
| ---------------- | ---------------------------------------------- | ------------------- | --- | ------------------------------------------------------------------ |
|                  | Selänne (Nolan, Damphousse) — 20 min 29 s (SN) | 0-1 0-2 1-2 1-3 1-4 | Blake (Forsberg, Roy) — 5 min 26 s Sakic (Tanguay, Blake) — 12 min 36 s Sakic (Hejduk, Forsberg) — 42 min 45 s Hejduk (Tanguay) — 58 min 58 s (CV) | Arbitrage : Paul Devorski Dennis LaRue Greg Devorski Brad Kovachik |
| Ievgueni Nabokov | Gardiens                                       | Patrick Roy         | | Arbitrage : Paul Devorski Dennis LaRue Greg Devorski Brad Kovachik |
| 4 min            | Pénalités                                      | 6 min               | | Arbitrage : Paul Devorski Dennis LaRue Greg Devorski Brad Kovachik |
| 20               | Tirs                                           | 25                  | | Arbitrage : Paul Devorski Dennis LaRue Greg Devorski Brad Kovachik |

| 11 mai | Colorado | 3-5 (0-0, 3-2, 0-3) | San José | Pepsi Center 18 007 spectateurs |

| Feuille de match | Feuille de match                                                                                                   | Feuille de match                | Feuille de match | Feuille de match                                                        |
| ---------------- | --- | ------------------------------- | --- | ----------------------------------------------------------------------- |
|                  | Forsberg (Hinote, Hahl) — 33 min 40 s Keane (Messier, Yelle) — 34 min 57 s Sakic (de Vries, Forsberg) — 38 min 5 s | 0-1 1-1 2-1 2-2 3-2 3-3 3-4 3-5 | Sturm (Damphousse, Nolan) — 32 min 7 s Sundström (Thornton, Ricci) — 35 min 38 s Ricci (Nolan, Suter) — 45 min 59 s Selänne (Marleau, Suter) — 49 min 4 s Nolan (Ragnarsson, Rathje) — 59 min 57 s (CV) | Arbitrage : Don Koharski Don VanMassenhoven Ray Scapinello Dan Schachte |
| Patrick Roy      | Gardiens | Ievgueni Nabokov                | | Arbitrage : Don Koharski Don VanMassenhoven Ray Scapinello Dan Schachte |
| 4 min            | Pénalités | 6 min                           | | Arbitrage : Don Koharski Don VanMassenhoven Ray Scapinello Dan Schachte |
| 21               | Tirs | 27                              | | Arbitrage : Don Koharski Don VanMassenhoven Ray Scapinello Dan Schachte |

| 13 mai | San José | 1-2 (pr) (0-0, 1-1, 0-0, 0-1) | Colorado | Compaq Center at San Jose 17 496 spectateurs |

| Feuille de match | Feuille de match                            | Feuille de match | Feuille de match                                                         | Feuille de match                                                          |
| ---------------- | ------------------------------------------- | ---------------- | ------------------------------------------------------------------------ | ------------------------------------------------------------------------- |
|                  | Ragnarsson (Sundström, Ricci) — 35 min 17 s | 1-0 1-1 1-2      | Reinprecth (Skoula) — 35 min 41 s Forsberg (Sakic, Hejduk) — 62 min 47 s | Arbitrage : Kerry Fraser Don VanMassenhoven Scott Driscoll Ray Scapinello |
| Ievgeni Nabokov  | Gardiens                                    | Patrick Roy      |                                                                          | Arbitrage : Kerry Fraser Don VanMassenhoven Scott Driscoll Ray Scapinello |
| 8 min            | Pénalités                                   | 6 min            |                                                                          | Arbitrage : Kerry Fraser Don VanMassenhoven Scott Driscoll Ray Scapinello |
| 22               | Tirs                                        | 29               |                                                                          | Arbitrage : Kerry Fraser Don VanMassenhoven Scott Driscoll Ray Scapinello |

| 15 mai | Colorado | 1-0 (0-0, 1-0, 0-0) | San José | Pepsi Center 18 007 spectateurs |

| Feuille de match | Feuille de match                           | Feuille de match | Feuille de match | Feuille de match                                                    |
| ---------------- | ------------------------------------------ | ---------------- | ---------------- | ------------------------------------------------------------------- |
|                  | Forsberg (Tanguay, de Vries) — 37 min 50 s | 1-0              |                  | Arbitrage : Kerry Fraser Stephen Walkom Scott Driscoll Dan Schachte |
| Patrick Roy      | Gardiens                                   | Ievgeni Nabokov  |                  | Arbitrage : Kerry Fraser Stephen Walkom Scott Driscoll Dan Schachte |
| 12 min           | Pénalités                                  | 10 min           |                  | Arbitrage : Kerry Fraser Stephen Walkom Scott Driscoll Dan Schachte |
| 23               | Tirs                                       | 27               |                  | Arbitrage : Kerry Fraser Stephen Walkom Scott Driscoll Dan Schachte |

### Finales d'association

#### Toronto contre Caroline
Caroline gagne la série 4–2. 
| 16 mai | Caroline | 1-2 (1-1, 0-1, 0-0) | Toronto | Raleigh Entertainment and Sports Arena 18 730 spectateurs |

| Feuille de match | Feuille de match          | Feuille de match | Feuille de match                                                             | Feuille de match                                                 |
| ---------------- | ------------------------- | ---------------- | ---------------------------------------------------------------------------- | ---------------------------------------------------------------- |
|                  | O'Neill — 3 min 23 s (SN) | 1-0 1-1 1-2      | Moguilny (Kaberle) — 7 min 2 s Hoglund (Dempsey, Roberts) — 32 min 45 s (SN) | Arbitrage : Dan Marouelli Rob Shick Brad Lazarowich Brian Murphy |
| Artūrs Irbe      | Gardiens                  | Curtis Joseph    |                                                                              | Arbitrage : Dan Marouelli Rob Shick Brad Lazarowich Brian Murphy |
| 14 min           | Pénalités                 | 22 min           |                                                                              | Arbitrage : Dan Marouelli Rob Shick Brad Lazarowich Brian Murphy |
| 32               | Tirs                      | 24               |                                                                              | Arbitrage : Dan Marouelli Rob Shick Brad Lazarowich Brian Murphy |

| 19 mai | Caroline | 2-1 (pr) (0-0, 0-0, 1-1, 1-0) | Toronto | Raleigh Entertainment and Sports Arena 18 924 spectateurs |

| Feuille de match | Feuille de match                                                              | Feuille de match | Feuille de match                         | Feuille de match                                                     |
| ---------------- | ----------------------------------------------------------------------------- | ---------------- | ---------------------------------------- | -------------------------------------------------------------------- |
|                  | Hedican (Gélinas, Battaglia) — 47 min 31 s Wallin (Brind'Amour) — 73 min 42 s | 1-0 1-1 2-1      | McCauley (Roberts, Sundin) — 59 min 52 s | Arbitrage : Paul Devorski Kevin Pollock Brad Lazarowich Brian Murphy |
| Artūrs Irbe      | Gardiens                                                                      | Curtis Joseph    |                                          | Arbitrage : Paul Devorski Kevin Pollock Brad Lazarowich Brian Murphy |
| 6 min            | Pénalités                                                                     | 12 min           |                                          | Arbitrage : Paul Devorski Kevin Pollock Brad Lazarowich Brian Murphy |
| 33               | Tirs                                                                          | 27               |                                          | Arbitrage : Paul Devorski Kevin Pollock Brad Lazarowich Brian Murphy |

| 21 mai | Toronto | 1-2 (pr) (0-1, 1-0, 0-0, 0-1) | Caroline | Air Canada Center 19 293 spectateurs |

| Feuille de match | Feuille de match                            | Feuille de match | Feuille de match                                                                     | Feuille de match                                                        |
| ---------------- | ------------------------------------------- | ---------------- | ------------------------------------------------------------------------------------ | ----------------------------------------------------------------------- |
|                  | McCabe (Sundin, Kaberle) — 39 min 26 s (SN) | 0-1 1-1 1-2      | Francis (Kapanen, Hedican) — 5 min 15 s (SN) O'Neill (Francis, Hedican) — 66 min 1 s | Arbitrage : Don Koharski Michael McGeough Scott Driscoll Ray Scapinello |
| Curtis Joseph    | Gardiens                                    | Artūrs Irbe      |                                                                                      | Arbitrage : Don Koharski Michael McGeough Scott Driscoll Ray Scapinello |
| 6 min            | Pénalités                                   | 6 min            |                                                                                      | Arbitrage : Don Koharski Michael McGeough Scott Driscoll Ray Scapinello |
| 21               | Tirs                                        | 17               |                                                                                      | Arbitrage : Don Koharski Michael McGeough Scott Driscoll Ray Scapinello |

| 23 mai | Toronto | 0-3 (0-1, 0-0, 0-2) | Caroline | Air Canada Center 19 299 spectateurs |

| Feuille de match | Feuille de match | Feuille de match | Feuille de match | Feuille de match                                                       |
| ---------------- | --- | ---------------- | ---------------- | ---------------------------------------------------------------------- |
|                  | Svoboda (Hill, Kapanen) — 19 min 32 s (SN) Kapanen (Francis) — 51 min 41 s Francis (Brind'Amour, Hill) — 57 min 35 s (SN) | 0-1 0-2 0-3      |                  | Arbitrage : Bill McCreary Stephen Walkom Scott Driscoll Ray Scapinello |
| Curtis Joseph    | Gardiens | Artūrs Irbe      |                  | Arbitrage : Bill McCreary Stephen Walkom Scott Driscoll Ray Scapinello |
| 20 min           | Pénalités | 14 min           |                  | Arbitrage : Bill McCreary Stephen Walkom Scott Driscoll Ray Scapinello |
| 31               | Tirs | 15               |                  | Arbitrage : Bill McCreary Stephen Walkom Scott Driscoll Ray Scapinello |

| 25 mai | Caroline | 0-1 (0-1, 0-0, 0-0) | Toronto | Raleigh Entertainment and Sports Arena 19 016 spectateurs |

| Feuille de match | Feuille de match                           | Feuille de match | Feuille de match | Feuille de match                                            |
| ---------------- | ------------------------------------------ | ---------------- | ---------------- | ----------------------------------------------------------- |
|                  | Tucker (McCabe, Sundin) — 18 min 32 s (SN) | 0-1              |                  | Arbitrage : Kerry Fraser Rob Shick Greg Devorski Jean Morin |
| Artūrs Irbe      | Gardiens                                   | Curtis Joseph    |                  | Arbitrage : Kerry Fraser Rob Shick Greg Devorski Jean Morin |
| 6 min            | Pénalités                                  | 22 min           |                  | Arbitrage : Kerry Fraser Rob Shick Greg Devorski Jean Morin |
| 27               | Tirs                                       | 19               |                  | Arbitrage : Kerry Fraser Rob Shick Greg Devorski Jean Morin |

| 28 mai | Toronto | 1-2 (pr) (0-0, 0-0, 1-1, 1-0) | Caroline | Air Canada Center 19 327 spectateurs |

| Feuille de match | Feuille de match                       | Feuille de match | Feuille de match                                     | Feuille de match                                                |
| ---------------- | -------------------------------------- | ---------------- | ---------------------------------------------------- | --------------------------------------------------------------- |
|                  | Sundin (Tucker, Kaberle) — 59 min 38 s | 0-1 1-1 1-2      | O'Neill — 49 min 36 s Gélinas (Vašíček) — 68 min 5 s | Arbitrage : Paul Devorski Dan Marouelli Jean Morin Dan Schachte |
| Curtis Joseph    | Gardiens                               | Artūrs Irbe      |                                                      | Arbitrage : Paul Devorski Dan Marouelli Jean Morin Dan Schachte |
| 10 min           | Pénalités                              | 10 min           |                                                      | Arbitrage : Paul Devorski Dan Marouelli Jean Morin Dan Schachte |
| 36               | Tirs                                   | 35               |                                                      | Arbitrage : Paul Devorski Dan Marouelli Jean Morin Dan Schachte |

#### Détroit contre Colorado
Détroit gagne la série 4–3.
| 18 mai | Détroit | 5-3 (1-1, 1-1, 3-1) | Colorado | Joe Louis Arena 20 058 spectateurs |

| Feuille de match | Feuille de match | Feuille de match                | Feuille de match                                                                                                   | Feuille de match                                                   |
| ---------------- | --- | ------------------------------- | --- | ------------------------------------------------------------------ |
|                  | Holmström (Shanahan, Fiodorov) — 18 min 48 s (SN) Hull (Datsiouk) — 36 min 29 s McCarty (Chelios) — 41 min 18 s McCarty (Maltby) — 52 min 44 s McCarty (Maltby) — 55 min 55 s | 0-1 1-1 1-2 2-2 3-2 4-2 5-2 5-3 | Sakic (Foote, Blake) — 2 min 48 s (SN) Hejduk (Tanguay, Sakic) — 33 min 36 s Tanguay (Drury, Skoula) — 58 min (SN) | Arbitrage : Don Koharski Michael McGeough Greg Devorski Jean Morin |
| Dominik Hašek    | Gardiens | Patrick Roy                     | | Arbitrage : Don Koharski Michael McGeough Greg Devorski Jean Morin |
| 10 min           | Pénalités | 4 min                           | | Arbitrage : Don Koharski Michael McGeough Greg Devorski Jean Morin |
| 30               | Tirs | 27                              | | Arbitrage : Don Koharski Michael McGeough Greg Devorski Jean Morin |

| 20 mai | Détroit | 3-4 (pr) (1-1, 1-1, 1-1, 0-1) | Colorado | Joe Louis Arena 20 058 spectateurs |

| Feuille de match | Feuille de match                                                                                                 | Feuille de match            | Feuille de match | Feuille de match                                                  |
| ---------------- | --- | --------------------------- | --- | ----------------------------------------------------------------- |
|                  | Devereaux (Hull, Datsiouk) — 9 min 37 s Maltby — 34 min 8 s (IN) Lidström (Shanahan, Yzerman) — 53 min 25 s (SN) | 0-1 1-1 1-2 2-2 2-3 3-3 3-4 | Tanguay (Forsberg, Sakic) — 2 min 59 s (SN) Forsberg (Skoula) — 27 min 33 s de Vries (Reinprecht, Forsberg) — 45 min 26 s Drury (Reinprecht, Forsberg) — 62 min 17 s | Arbitrage : Bill McCreary Stephen Walkom Greg Devorski Jean Morin |
| Dominik Hašek    | Gardiens | Patrick Roy                 | | Arbitrage : Bill McCreary Stephen Walkom Greg Devorski Jean Morin |
| 22 min           | Pénalités | 12 min                      | | Arbitrage : Bill McCreary Stephen Walkom Greg Devorski Jean Morin |
| 33               | Tirs | 26                          | | Arbitrage : Bill McCreary Stephen Walkom Greg Devorski Jean Morin |

| 22 mai | Colorado | 1-2 (pr) (1-0, 0-0, 0-1, 0-1) | Détroit | Pepsi Center 18 007 spectateurs |

| Feuille de match | Feuille de match                           | Feuille de match | Feuille de match                                                                       | Feuille de match                                            |
| ---------------- | ------------------------------------------ | ---------------- | -------------------------------------------------------------------------------------- | ----------------------------------------------------------- |
|                  | Blake (Sakic, Forsberg) — 15 min 54 s (SN) | 1-0 1-1 1-2      | Robitaille (Fiodorov, Holmström) — 45 min 20 s Olausson (Yzerman, Hašek) — 72 min 44 s | Arbitrage : Kerry Fraser Rob Shick Dan Schachte Mark Wheler |
| Patrick Roy      | Gardiens                                   | Dominik Hašek    |                                                                                        | Arbitrage : Kerry Fraser Rob Shick Dan Schachte Mark Wheler |
| 10 min           | Pénalités                                  | 12 min           |                                                                                        | Arbitrage : Kerry Fraser Rob Shick Dan Schachte Mark Wheler |
| 21               | Tirs                                       | 42               |                                                                                        | Arbitrage : Kerry Fraser Rob Shick Dan Schachte Mark Wheler |

| 25 mai | Colorado | 3-2 (1-0, 0-1, 2-1) | Détroit | Pepsi Center 18 007 spectateurs |

| Feuille de match | Feuille de match                                                                                               | Feuille de match    | Feuille de match                                                                 | Feuille de match                                                 |
| ---------------- | --- | ------------------- | -------------------------------------------------------------------------------- | ---------------------------------------------------------------- |
|                  | Reinprecht (Blake) — 7 min 50 s Sakic (de Vries, Blake) — 40 min 45 s Drury (Forsberg, de Vries) — 56 min 43 s | 1-0 1-1 2-1 3-1 3-2 | Fiodorov (Lidström) — 26 min 20 s (IN) Hull (Holmström, Devereaux) — 59 min 57 s | Arbitrage : Paul Devorski Dan Marouelli Dan Schachte Mark Wheler |
| Patrick Roy      | Gardiens | Dominik Hašek       |                                                                                  | Arbitrage : Paul Devorski Dan Marouelli Dan Schachte Mark Wheler |
| 10 min           | Pénalités | 10 min              |                                                                                  | Arbitrage : Paul Devorski Dan Marouelli Dan Schachte Mark Wheler |
| 22               | Tirs | 33                  |                                                                                  | Arbitrage : Paul Devorski Dan Marouelli Dan Schachte Mark Wheler |

| 27 mai | Détroit | 1-2 (pr) (0-1, 0-0, 1-0, 0-1) | Colorado | Joe Louis Arena 20 058 spectateurs |

| Feuille de match | Feuille de match                            | Feuille de match | Feuille de match                                                                               | Feuille de match                                                   |
| ---------------- | ------------------------------------------- | ---------------- | ---------------------------------------------------------------------------------------------- | ------------------------------------------------------------------ |
|                  | Yzerman (Hull, Fiodorov) — 40 min 54 s (SN) | 0-1 1-1 1-2      | Reinprecht (Forsberg, Kasparaitis) — 17 min 11 s Forsberg (Willsie, Kasparaitis) — 66 min 24 s | Arbitrage : Don Koharski Kevin Pollock Scott Driscoll Brian Murphy |
| Dominik Hašek    | Gardiens                                    | Patrick Roy      |                                                                                                | Arbitrage : Don Koharski Kevin Pollock Scott Driscoll Brian Murphy |
| 8 min            | Pénalités                                   | 10 min           |                                                                                                | Arbitrage : Don Koharski Kevin Pollock Scott Driscoll Brian Murphy |
| 27               | Tirs                                        | 29               |                                                                                                | Arbitrage : Don Koharski Kevin Pollock Scott Driscoll Brian Murphy |

| 29 mai | Colorado | 0-2 (0-1, 0-1, 0-0) | Détroit | Pepsi Center 18 007 spectateurs |

| Feuille de match | Feuille de match | Feuille de match | Feuille de match                                                 | Feuille de match                                                    |
| ---------------- | ---------------- | ---------------- | ---------------------------------------------------------------- | ------------------------------------------------------------------- |
|                  |                  | 0-1 0-2          | Shanahan (Yzerman, Lidström) — 19 min 21 s McCarty — 33 min 27 s | Arbitrage : Kerry Fraser Stephen Walkom Brian Murphy Ray Scapinello |
| Patrick Roy      | Gardiens         | Dominik Hašek    |                                                                  | Arbitrage : Kerry Fraser Stephen Walkom Brian Murphy Ray Scapinello |
| 8 min            | Pénalités        | 12 min           |                                                                  | Arbitrage : Kerry Fraser Stephen Walkom Brian Murphy Ray Scapinello |
| 24               | Tirs             | 28               |                                                                  | Arbitrage : Kerry Fraser Stephen Walkom Brian Murphy Ray Scapinello |

| 31 mai | Détroit | 7-0 (4-0, 2-0, 1-0) | Colorado | Joe Louis Arena 20 058 spectateurs |

| Feuille de match | Feuille de match | Feuille de match                            | Feuille de match | Feuille de match                                                    |
| ---------------- | --- | ------------------------------------------- | ---------------- | ------------------------------------------------------------------- |
|                  | Holmström (Duchesne, Robitaille) — 1 min 57 s Fiodorov (Yzerman, Lidström) — 3 min 17 s Robitaille (Larionov, Olausson) — 10 min 25 s Holmström (Robitaille, Larionov) — 12 min 51 s Hull (Devereaux) — 24 min 41 s Olausson (Yzerman, Lidström) — 26 min 28 s (SN) Datsiouk (Hull, Duchesne) — 56 min 9 s (SN) | 1-0 2-0 3-0 4-0 5-0 6-0 7-0                 |                  | Arbitrage : Don Koharski Bill McCreary Brad Lazarowich Dan Schachte |
| Dominik Hašek    | Gardiens | Patrick Roy David Aebischer (à 26 min 28 s) |                  | Arbitrage : Don Koharski Bill McCreary Brad Lazarowich Dan Schachte |
| 6 min            | Pénalités | 6 min                                       |                  | Arbitrage : Don Koharski Bill McCreary Brad Lazarowich Dan Schachte |
| 30               | Tirs | 19                                          |                  | Arbitrage : Don Koharski Bill McCreary Brad Lazarowich Dan Schachte |

### Finale de la Coupe Stanley
Le match de séries du 8 juin entre Détroit et Caroline est le 17e match avec la plus longue prolongation : 54 minutes et 47 secondes ont été jouées avant que Igor Larionov de Détroit ne marque le but de la victoire. Détroit gagne la série et la Coupe Stanley et Nicklas Lidström remporte le trophée Conn-Smythe.
| 4 juin | Détroit | 2-3 (pr) (1-0, 1-2, 0-0, 0-1) | Caroline | Joe Louis Arena 20 058 spectateurs |

| Feuille de match | Feuille de match                                           | Feuille de match    | Feuille de match                                                                                                 | Feuille de match                                                      |
| ---------------- | ---------------------------------------------------------- | ------------------- | --- | --------------------------------------------------------------------- |
|                  | Fiodorov — 15 min 21 s (SN) Maltby (McCarty) — 30 min 39 s | 1-0 1-1 2-1 2-2 2-3 | Hill (Kapanen, Francis) — 23 min 30 s (SN) O'Neill (Ward) — 39 min 10 s Francis (O'Neill, Kapanen) — 60 min 58 s | Arbitrage : Bill McCreary Stephen Walkom Brad Lazarowich Brian Murphy |
| Dominik Hašek    | Gardiens                                                   | Artūrs Irbe         | | Arbitrage : Bill McCreary Stephen Walkom Brad Lazarowich Brian Murphy |
| 12 min           | Pénalités                                                  | 14 min              | | Arbitrage : Bill McCreary Stephen Walkom Brad Lazarowich Brian Murphy |
| 25               | Tirs                                                       | 26                  | | Arbitrage : Bill McCreary Stephen Walkom Brad Lazarowich Brian Murphy |

| 6 juin | Détroit | 3-1 (1-1, 0-0, 2-0) | Caroline | Joe Louis Arena 20 058 spectateurs |

| Feuille de match | Feuille de match | Feuille de match | Feuille de match               | Feuille de match                                                  |
| ---------------- | --- | ---------------- | ------------------------------ | ----------------------------------------------------------------- |
|                  | Maltby (Draper, Chelios) — 6 min 33 s (IN) Lidström (Fiodorov, Yzerman) — 54 min 52 s (SN) Draper (Lidström, Olausson) — 55 min 5 s | 1-0 1-1 2-1 3-1  | Brind'Amour — 14 min 47 s (IN) | Arbitrage : Paul Devorski Don Koharski Brad Lazarowich Jean Morin |
| Dominik Hašek    | Gardiens | Artūrs Irbe      |                                | Arbitrage : Paul Devorski Don Koharski Brad Lazarowich Jean Morin |
| 20 min           | Pénalités | 20 min           |                                | Arbitrage : Paul Devorski Don Koharski Brad Lazarowich Jean Morin |
| 30               | Tirs | 17               |                                | Arbitrage : Paul Devorski Don Koharski Brad Lazarowich Jean Morin |

| 8 juin | Caroline | 2-3 (3 pr) (1-0, 0-1, 1-1, 0-0, 0-0, 0-1) | Détroit | Raleigh Entertainment and Sports Arena 18 982 spectateurs |

| Feuille de match | Feuille de match                                                        | Feuille de match    | Feuille de match | Feuille de match                                                         |
| ---------------- | ----------------------------------------------------------------------- | ------------------- | --- | ------------------------------------------------------------------------ |
|                  | Vašíček (Gélinas, Wesley) — 14 min 49 s O'Neill (Francis) — 47 min 34 s | 1-0 1-1 2-1 2-2 2-3 | Larionov (Hull) — 25 min 33 s Hull (Lidström, Fiodorov) — 58 min 46 s Larionov (Holmström, Duchesne) — 114 min 47 s | Arbitrage : Bill McCreary et Stephen Walkom Brian Murphy et Dan Schachte |
| Artūrs Irbe      | Gardiens                                                                | Dominik Hašek       | | Arbitrage : Bill McCreary et Stephen Walkom Brian Murphy et Dan Schachte |
| 18 min           | Pénalités                                                               | 20 min              | | Arbitrage : Bill McCreary et Stephen Walkom Brian Murphy et Dan Schachte |
| 43               | Tirs                                                                    | 53                  | | Arbitrage : Bill McCreary et Stephen Walkom Brian Murphy et Dan Schachte |

| 10 juin | Caroline | 0-3 (0-0, 0-1, 0-2) | Détroit | Raleigh Entertainment and Sports Arena 18 986 spectateurs |

| Feuille de match | Feuille de match | Feuille de match | Feuille de match | Feuille de match                                               |
| ---------------- | ---------------- | ---------------- | --- | -------------------------------------------------------------- |
|                  |                  | 0-1 0-2 0-3      | Hull (Devereaux, Olausson) — 26 min 32 s Larionov (Fischer, Robitaille) — 43 min 43 s Shanahan (Fiodorov, Chelios) — 54 min 43 s | Arbitrage : Paul Devorski Don Koharski Jean Morin Dan Schachte |
| Artūrs Irbe      | Gardiens         | Dominik Hašek    | | Arbitrage : Paul Devorski Don Koharski Jean Morin Dan Schachte |
| 6 min            | Pénalités        | 6 min            | | Arbitrage : Paul Devorski Don Koharski Jean Morin Dan Schachte |
| 17               | Tirs             | 27               | | Arbitrage : Paul Devorski Don Koharski Jean Morin Dan Schachte |

| 13 juin | Détroit | 3-1 (0-0, 2-1, 1-0) | Caroline | Joe Louis Arena 20 058 spectateurs |

| Feuille de match | Feuille de match | Feuille de match | Feuille de match                          | Feuille de match                                                      |
| ---------------- | --- | ---------------- | ----------------------------------------- | --------------------------------------------------------------------- |
|                  | Holmström (Larionov, Chelios) — 24 min 7 s Shanahan (Fiodorov, Yzerman) — 34 min 7 s (SN) Shanahan (Yzerman) — 59 min 15 s (CV) | 1-0 2-0 2-1 3-1  | O'Neill (Hill, Wesley) — 38 min 50 s (SN) | Arbitrage : Bill McCreary Stephen Walkom Brad Lazarowich Brian Murphy |
| Dominik Hašek    | Gardiens | Artūrs Irbe      |                                           | Arbitrage : Bill McCreary Stephen Walkom Brad Lazarowich Brian Murphy |
| 6 min            | Pénalités | 8 min            |                                           | Arbitrage : Bill McCreary Stephen Walkom Brad Lazarowich Brian Murphy |
| 27               | Tirs | 17               |                                           | Arbitrage : Bill McCreary Stephen Walkom Brad Lazarowich Brian Murphy |

### Feuilles de match
Les feuilles de match sont issues du site officiel en français de la Ligue nationale de hockey : http://www.nhl.com

#### Quarts de finale d'association
1. ↑  Boston vs Montréal - 18/04/2002
2. ↑  Boston vs Montréal - 21/04/2002
3. ↑  Boston vs Montréal - 23/04/2002
4. ↑  Boston vs Montréal - 25/04/2002
5. ↑  Boston vsMontréal - 27/04/2002
6. ↑  Boston vs Montréal - 29/04/2002
7. ↑  Philadelphie vs Ottawa - 17/04/02
8. ↑  Philadelphie vs Ottawa 20/04/02
9. ↑  Philadelphie vs Ottawa - 22/04/02
10. ↑  Philadelphie vs Ottawa - 24/04/02
11. ↑  Philadelphie vs Ottawa - 26/04/02
12. ↑  Caroline vs New Jersey - 17/04/02
13. ↑  Caroline vs New Jersey - 19/04/02
14. ↑  Caroline vs New Jersey - 21/04/02
15. ↑  Caroline vs New Jersey - 23/04/02
16. ↑  Caroline vs New Jersey - 24/04/02
17. ↑  Caroline vs New Jersey - 27/04/02
18. ↑  Toronto vs New York - 18/04/02
19. ↑  Toronto vs New York - 20/04/02
20. ↑  Toronto vs New York - 23/04/02
21. ↑  Toronto vs New York - 24/04/02
22. ↑  Toronto vs New York - 26/04/02
23. ↑  Toronto vs New York - 28/04/02
24. ↑  Toronto vs New York - 30/04/02
25. ↑  Détroit vs Vancouver - 17/04/02
26. ↑  Détroit vs Vancouver - 19/04/02
27. ↑  Détroit vs Vancouver - 21/04/02
28. ↑  Détroit vs Vancouver - 23/04/02
29. ↑  Détroit vs Vancouver - 25/04/02
30. ↑  Détroit vs Vancouver - 27/04/02
31. ↑  San José vs Phoenix - 17/04/02
32. ↑  San José vs Phoenix - 20/04/02
33. ↑  San José vs Phoenix - 22/04/02
34. ↑  San José vs Phoenix - 24/04/02
35. ↑  San José vs Phoenix - 26/04/02
36. ↑  Colorado vs Los Angeles - 18/04/02
37. ↑  Colorado vs Los Angeles - 20/04/02
38. ↑  Colorado vs Los Angeles - 22/04/02
39. ↑  Colorado vs Los Angeles - 23/04/02
40. ↑  Colorado vs Los Angeles - 25/04/02
41. ↑  Colorado vs Los Angeles - 27/04/02
42. ↑  Colorado vs Los Angeles - 29/04/02
43. ↑  Saint-Louis vs Chicago - 18/04/02
44. ↑  Saint-Louis vs Chicago - 20/04/02
45. ↑  Saint-Louis vs Chicago - 21/04/02
46. ↑  Saint-Louis vs Chicago - 23/04/02
47. ↑  Saint-Louis vs Chicago - 25/04/02

#### Demi-finales d'association
1. ↑  Caroline  vs Montréal - 3/05/02
2. ↑  Caroline  vs Montréal - 5/05/02
3. ↑  Caroline  vs Montréal - 7/05/02
4. ↑  Caroline  vs Montréal - 9/05/02
5. ↑  Caroline  vs Montréal - 12/05/02
6. ↑  Caroline  vs Montréal - 13/05/02
7. ↑  Toronto vs Ottawa - 2/05/02
8. ↑  Toronto vs Ottawa - 4/05/02
9. ↑  Toronto vs Ottawa - 6/05/02
10. ↑  Toronto vs Ottawa - 8/05/02
11. ↑  Toronto vs Ottawa - 10/05/02
12. ↑  Toronto vs Ottawa - 12/05/02
13. ↑  Toronto vs Ottawa - 14/05/02
14. ↑  Détroit vs Saint-Louis - 2/05/02
15. ↑  Détroit vs Saint-Louis - 4/05/02
16. ↑  Détroit vs Saint-Louis - 7/05/02
17. ↑  Détroit vs Saint-Louis - 9/05/02
18. ↑  Détroit vs Saint-Louis - 11/05/02
19. ↑  Colorado vs San José - 1/05/02
20. ↑  Colorado vs San José - 4/05/02
21. ↑  Colorado vs San José - 6/05/02
22. ↑  Colorado vs San José - 8/05/02
23. ↑  Colorado vs San José - 11/05/02
24. ↑  Colorado vs San José - 13/05/02
25. ↑  Colorado vs San José - 15/05/02

#### Finales d'association
1. ↑  Toronto vs Caroline - 16/05/02
2. ↑  Toronto vs Caroline - 19/05/02
3. ↑  Toronto vs Caroline - 21/05/02
4. ↑  Toronto vs Caroline - 23/05/02
5. ↑  Toronto vs Caroline - 25/05/02
6. ↑  Toronto vs Caroline - 28/05/02
7. ↑  Détroit vs Colorado - 18/05/02
8. ↑  Détroit vs Colorado - 20/05/02
9. ↑  Détroit vs Colorado - 22/05/02
10. ↑  Détroit vs Colorado - 25/05/02
11. ↑  Détroit vs Colorado - 27/05/02
12. ↑  Détroit vs Colorado - 29/05/02
13. ↑  Détroit vs Colorado - 31/05/02

#### Finale de la Coupe Stanley
1. ↑  Détroit vs Caroline - 4/06/02
2. ↑  Détroit vs Caroline - 6/06/02
3. ↑  Détroit vs Caroline - 8/06/02
4. ↑  Détroit vs Caroline - 10/06/02
5. ↑  Détroit vs Caroline - 13/06/02